# Schloss Beuggen

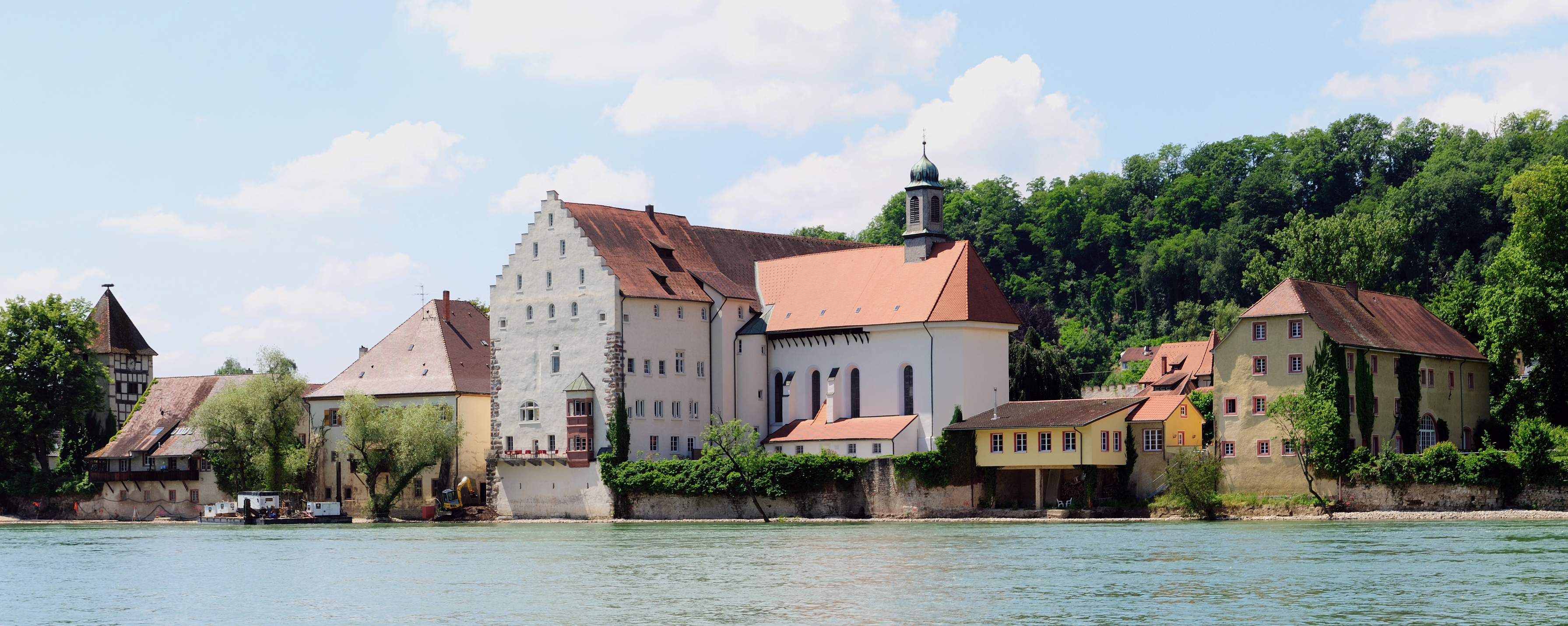
Schloss Beuggen

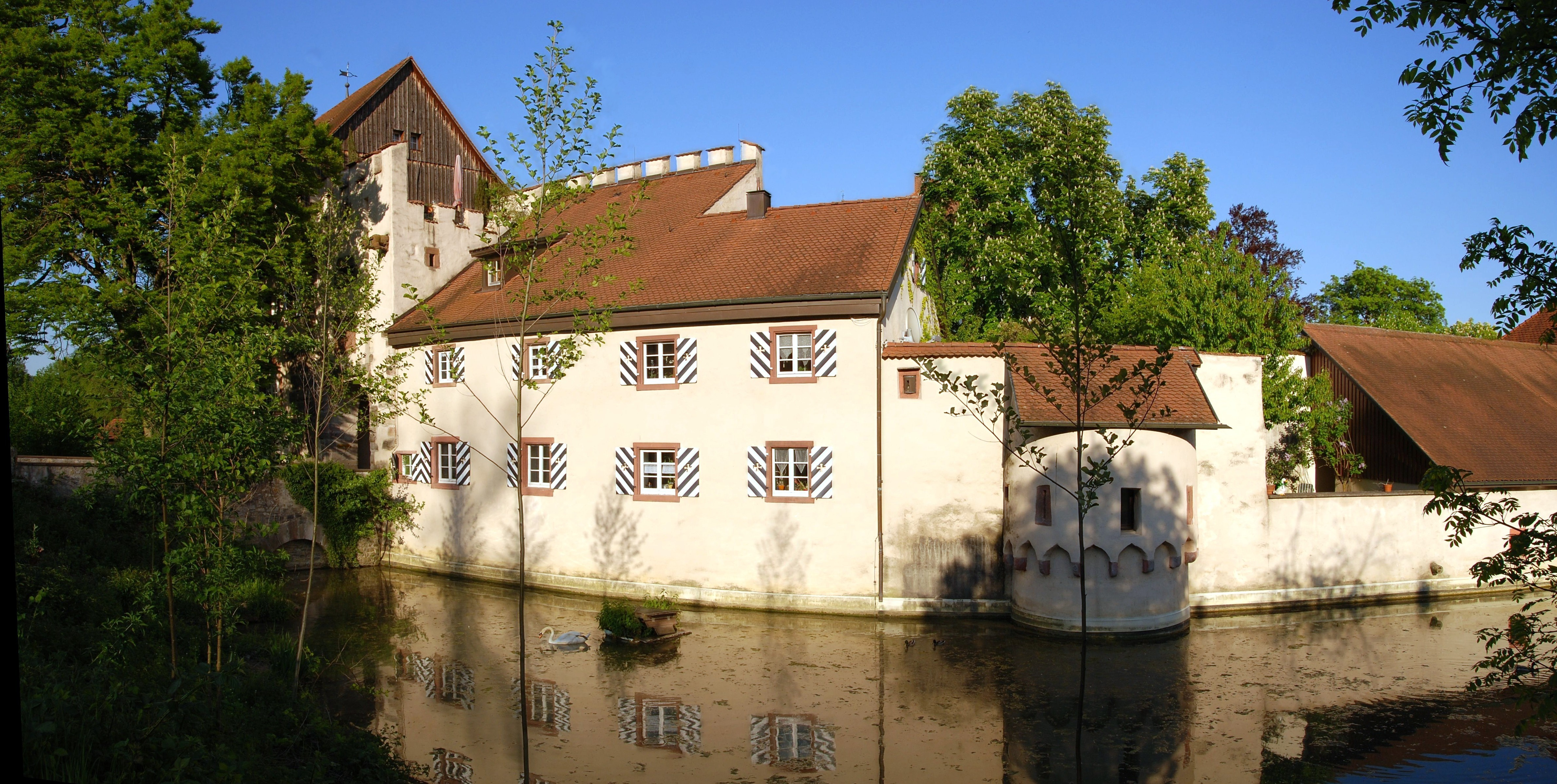
Eingang am Torhaus der ehemaligen Deutschordens-Kommende Beuggen

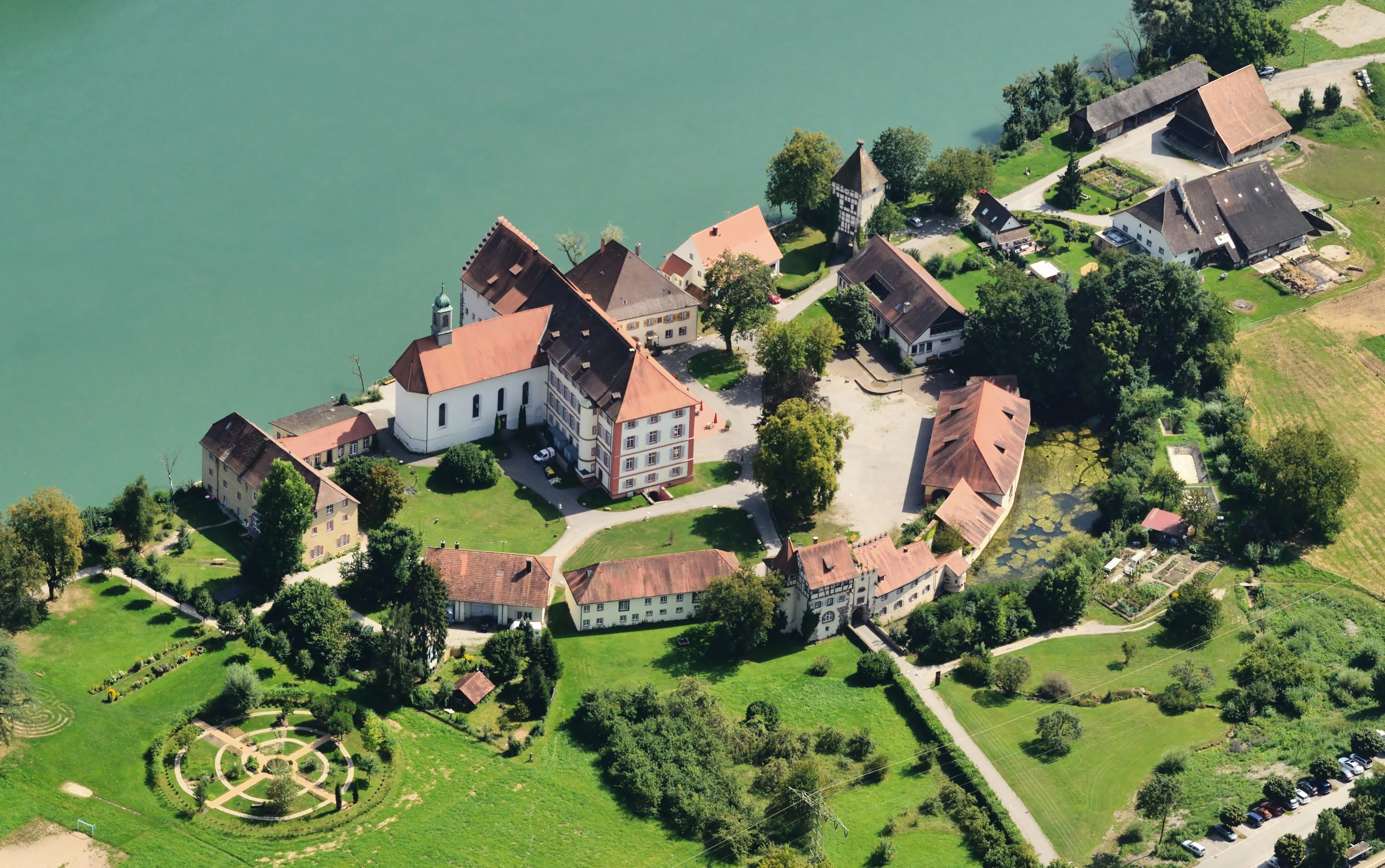
Luftbildaufnahme der Anlage Beuggen von Norden

Schloss Beuggen, auch Buchem (1215), Buchein (1253), Bivcheim (1253), Büken (1266), Beukheim oder Beuken genannt, ist ein 20 Kilometer östlich von Basel am baden-württembergischen Ufer des Rheins auf dem Gebiet der Stadt Rheinfelden (Baden) im Landkreis Lörrach gelegenes ehemaliges Wasserschloss. Die Anlage diente 560 Jahre lang als Sitz des Deutschen Ordens in der Ballei Schwaben-Elsass-Burgund; sie ist die älteste noch erhaltene Kommende dieses Ritterordens. Nach der Auflösung der Deutschordenskommende im Jahre 1806 wurde das Schloss während der Befreiungskriege gegen Napoleon Bonaparte zwei Jahre als Lazarett genutzt. Einer Theorie zufolge soll Kaspar Hauser, dessen Identität bis heute nicht geklärt ist, zwischen 1815 und 1816 anderthalb Jahre im Schloss gelebt haben. Ab 1820 bis 1980 war es ein Kinderheim. Bis Ende 2016 diente Schloss Beuggen als Tagungs- und Begegnungsstätte der Evangelischen Landeskirche in Baden sowie als Ort verschiedener Veranstaltungen.

## Geschichte

### Der Deutsche Orden 1246–1806

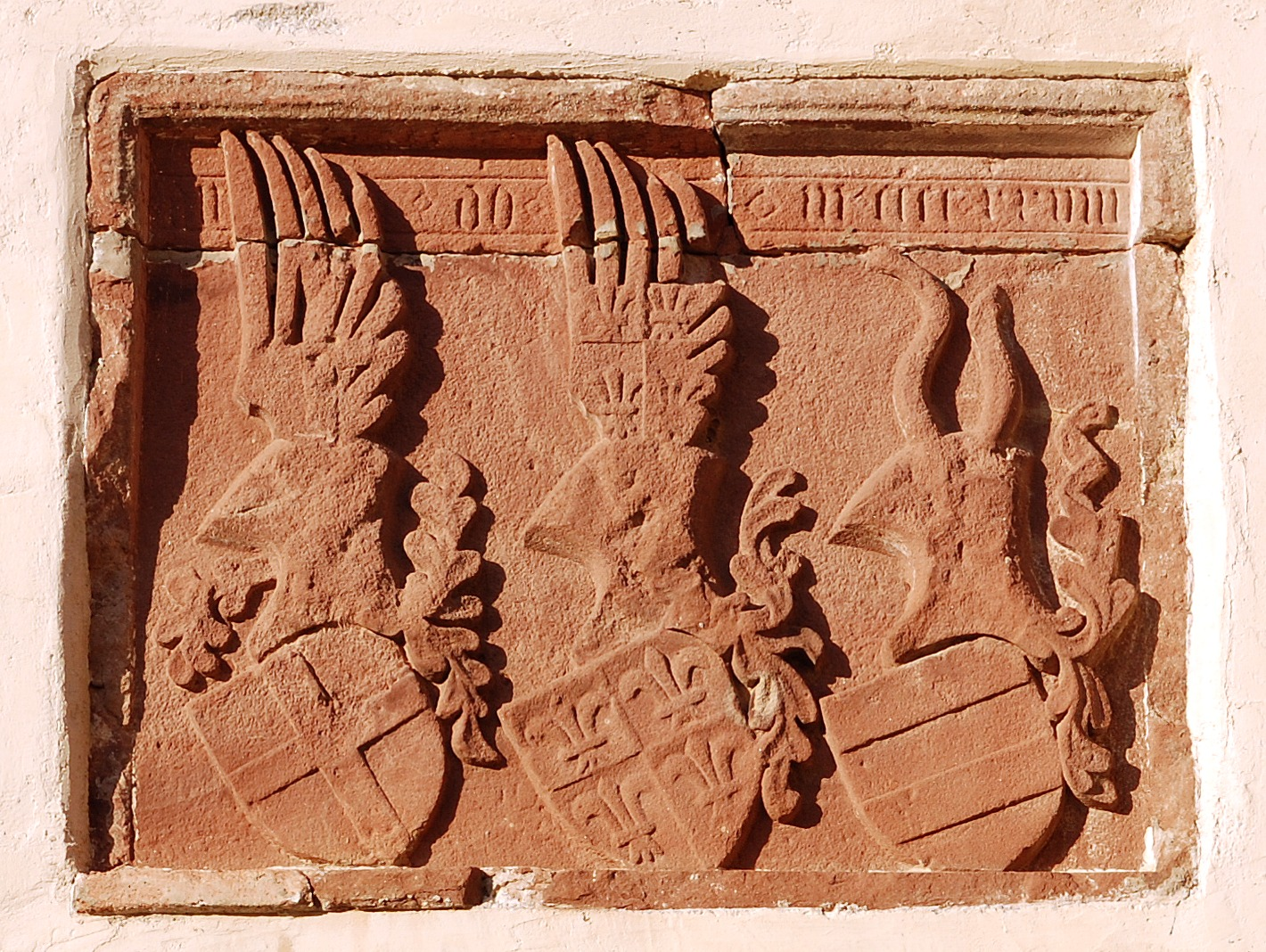
Wappen am Alten Schloss; von links nach rechts: Deutscher Orden, Landkomtur Ludwig von Landsee, Komtur Burkhard von Schellenberg. Zunächst datiert auf 1428, später auf 1438 korrigiert.

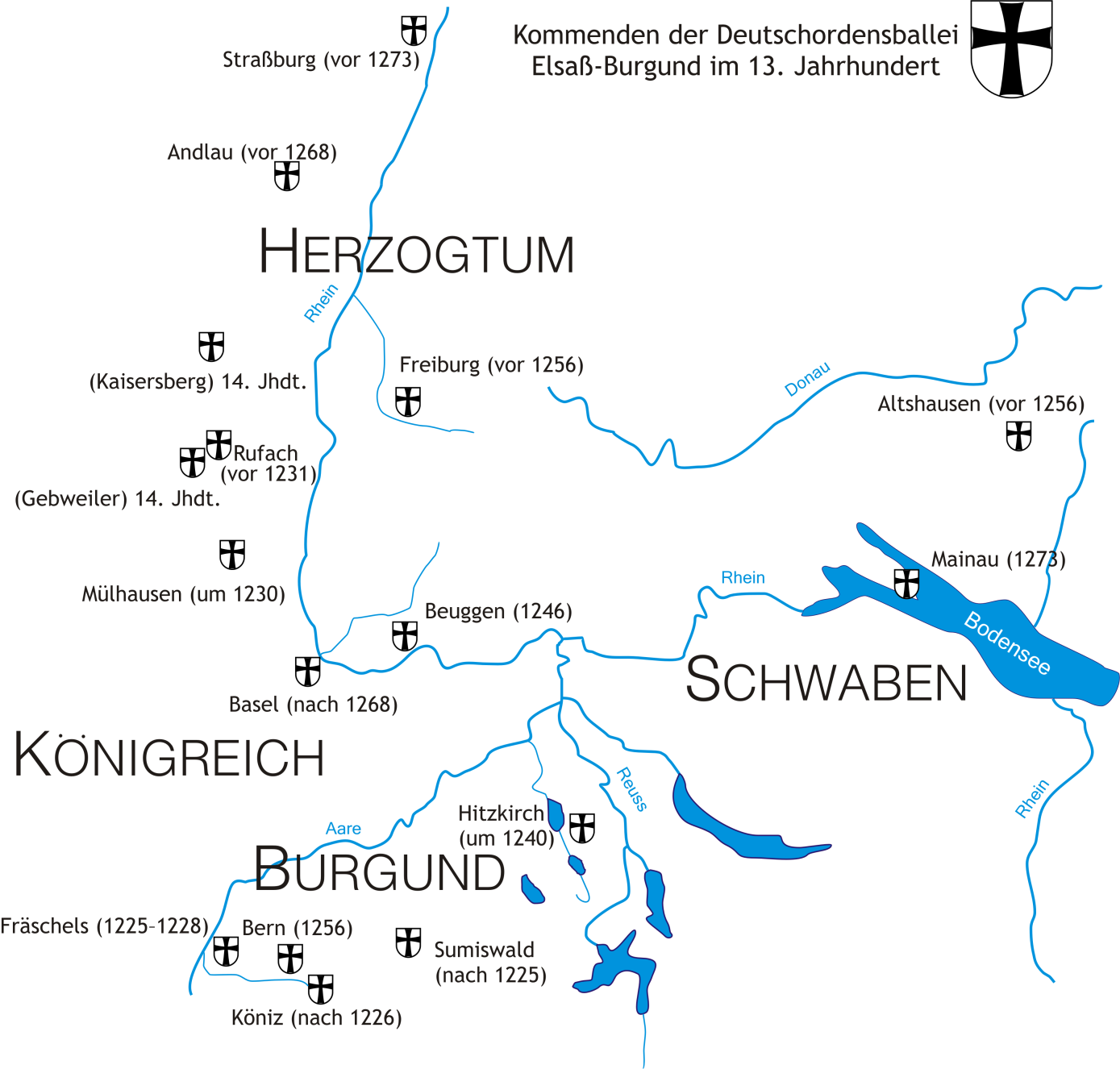
Kommenden der Deutschordens-Ballei Elsaß-Burgund im 13. Jahrhundert

Wappen am Hagenbacher Hof; von links nach rechts: Deutscher Orden, Landkomtur Johann Kaspar von Stadion

Das Schloss wurde 1268 vom Deutschen Ritterorden fertiggestellt und geht auf eine Schenkung vom Reichsministerialen Ulrich von Liebenberg vom Mai 1246 zurück. Dieser erwarb das Herrschaftsrecht von einem Ritter Mangold von Beuggen, der die Burg Buckein aufgrund hoher Schulden verkaufte. Die Schenkungsurkunde nennt neben dem Hof Buckein eine „Kirche und seine Burg daselbst“. Mit der Kirche ist die alte Pfarrkirche St. Michael der Gemeinde Karsau gemeint. Der Standort der Burg ist unklar; vermutet wird, dass sie auf der Anhöhe nördlich von Beuggen stand, auf Höhe der dortigen Rheinbiegung. An die Burgstelle erinnert die auf diese Anhöhe führende Burstelstraße. Der Schenkung wohnten weltliche und geistliche Vertreter bei, wie der damalige Bischof von Basel, Leuthold II. von Rötteln. In der Nachfolge der Kommende Rouffach kam Beuggen vom Ende des 13. bis zum Beginn des 15. Jahrhunderts die führende Rolle in der Ballei Schwaben-Elsass-Burgund zu. Der Schenkung Ulrichs von Liebenberg folgte kurze Zeit darauf im Jahre 1247 Ita von Klingen, geborene von Tegerfelden, die ebenfalls ihre Besitzungen in Beuggen der Deutschordenskommende vermachte. Ita von Tegerfelden und Ulrich von Liebenberg scheinen miteinander verwandt gewesen zu sein. Dies lässt sich aus einer Urkunde vom 1. August 1248 schließen, worin Ulrich von Liebenberg auf alle seine Rechte an die der Kommende Beuggen übergebenen Erbe der Ita von Tegerfelden verzichtet.
Vermutlich um 1443 oder 1444, als Beuggen endgültig in das vorderösterreichische Territorium eingegliedert war, wählte man die Kommende Altshausen (→ Schloss Altshausen) zum Hauptsitz der Ballei. Wirtschaftlich waren die Einnahmen von Beuggen Anfang des 15. Jahrhunderts mit 1797 Gulden gegenüber denen von Altshausen mit 2155 Gulden ähnlich hoch; andere Kommenden in der Ballei waren weit abgefallen. Dass der Orden trotzdem die Verlagerung des Hauptsitzes von Beuggen nach Altshausen vornahm, hatte zwei Gründe. Zum einen war Altshausen geografisch weniger exponiert als Beuggen und damit von französischen Raubhorden nicht so gefährdet. Zum anderen erhielt Altshausen bereits 1389 die für die Festigung ihrer Macht wichtige Hohe Gerichtsbarkeit zugesprochen – Beuggen erhielt sie erst Ende des 18. Jahrhunderts.
Während der Bauernkriege wurde Schloss Beuggen im Mai 1525 erstürmt und geplündert. Dabei vernichteten die Bauern auch viele Dokumente ihrer Abhängigkeit. Der Komtur Ludwig von Reischach floh nach Basel und wurde dort evangelisch. Aus der Erfahrung der Bauernkriege ließ Reischachs Nachfolger, Georg von Andlau, die Befestigungsanlage verstärken, den Burggraben vertiefen und mit Wasser aufstauen. Er ließ eine zweite Ringmauer mit fünf runden Wehrtürmen errichten und das alte Tor zugunsten des 1534 erbauten oberen Tors mit größerem Durchgang zumauern. Zwischen 1585 und 1598 wurde das Neue Schloss erbaut. Auch während des Dreißigjährigen Kriegs war das Schloss immer wieder Ziel von Angriffen und Plünderungen. Die Schweden belagerten und eroberten zweimal 1633 und 1638 von Beuggen aus die Stadt Rheinfelden. Sechs Tage nach dem Westfälischen Frieden, am 30. November 1648, gab der elsässische Landkomtur Stain der Mergentheimer Ordensregierung einen umfangreichen Bericht ab. Neben Straßburg, Rufach, Mülhausen, Basel, Andlau, Gebweiler und Kaysersberg war auch die Kommende Beuggen lange Jahre als Besitz verloren. Die Ballei Elsaß hatte insgesamt 12.400 Gulden an Satisfaktionsgeldern an die Schweden abzuführen.

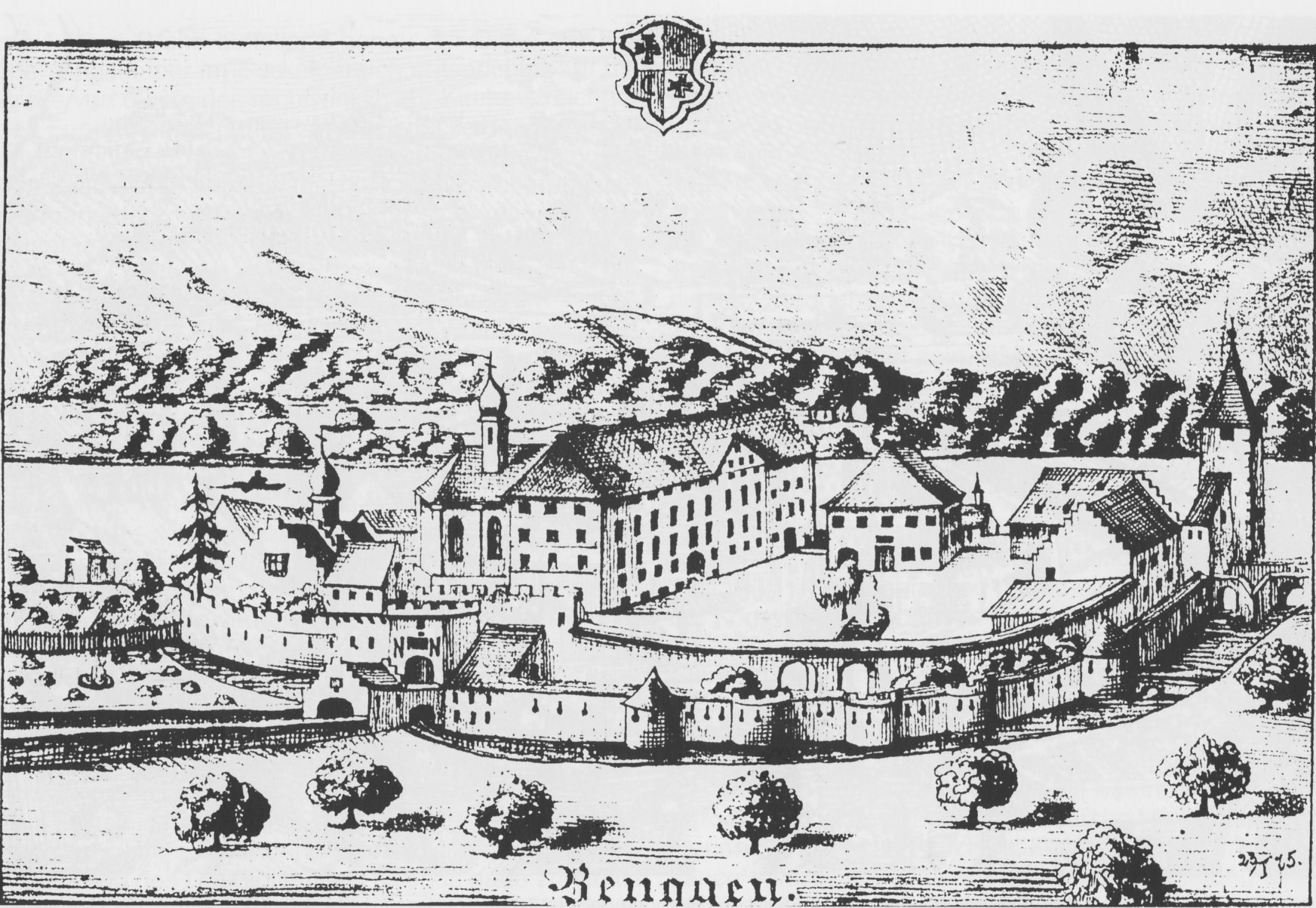
Vedute des Schlosses Beuggen aus dem Jahr 1775

Beuggen zählte zusammen mit Freiburg im Breisgau und Mülhausen zu den drei Balleihäusern, die den vorderösterreichischen Territorialhoheiten unterstellt waren. Diese habsburgische Vorherrschaft stand im Gegensatz zu den Ordensprivilegien und so versuchte der Deutschritterorden sich im 16. und 17. Jahrhundert dem unliebsamen habsburgischen Einfluss zu entziehen, was allerdings misslang.
Von 1752 bis 1757 wurde das Schloss nach Entwürfen des Ordensbaumeisters Johann Caspar Bagnato im barocken Stil umgebaut und durch einen Erweiterungsbau ergänzt, wodurch es mehr als die doppelte Größe erlangte. Der Schlossgarten wurde ebenfalls barockisiert und erweitert, eine Orangerie wurde erbaut.
Zunächst noch von der Säkularisation im Reichsdeputationshauptschluss von 1803 verschont, wurde 1806 auch der Deutsche Orden enteignet. Die Schlosskirche und die ehemalige Firmerie (Krankenstube) gingen in den Besitz der katholischen Pfarrgemeinde Karsau über. Der Rest der Anlage wurde der Großherzoglichen Badischen Domänenverwaltung übergeben. Der Schlossgarten ist seither nur noch in Grundstrukturen erhalten (Grundstücksgrenzen, Lindenallee und Gärtnerhaus am Rhein, ein altes Gartentor). Die Orangerie wurde abgebrochen, die Orangenbäume wurden nach Basel verbracht.

### Liste der Komture in Beuggen
| Amtszeit  | Komtur                                         |           | Amtszeit                  | Komtur    |                                                        | Amtszeit | Komtur |
| 1248–1255 | Ritter Gottfried von Ruffach                   | 1386      | Heinrich von Schletten    | 1587      | Hans Hartmann Hallwyl                                  |          |        |
| 1257–1263 | H. commendator                                 | 1387      | Vincenz von Bubenberg     | 1593–1595 | Hans Hartmann von Hallwyl                              |          |        |
| 1266–1267 | Reinlo von Stottinsheim                        | 1388      | Rudolf von Randegg        | 1598–1599 | Hans Hartmann von Hallwyl                              |          |        |
| 1269      | Rudolf von Ofmaningen                          | 1389      | Vincenz von Bubenberg     | 1602–1603 | Hans Hartmann von Hallwyl                              |          |        |
| 1269      | Rudolf von Iberg                               | 1391–1398 | Marquart von Baden        | 1604–1608 | Hans Heinrich von Schienen und Strotzburg              |          |        |
| 1272/76   | Ulrich Walter von Klingen                      | 1399      | Adolf von Virminie        | 1609–1625 | Johann Kaspar von Stadion                              |          |        |
| 1281/84   | Rudolf von Iberg                               | 1400–1406 | Marquart von Baden        | 1625      | Hans Jakob Freiherr von Stain                          |          |        |
| 1285      | Konrad von Hagenbach                           | 1407–1408 | Stephan Ströwin           | 1626      | Johann Kaspar von Stadion                              |          |        |
| 1286/89   | Ulrich von Jestetten                           | 1409–1413 | Marquart von Baden        | 1626–1629 | Hans Jakob Freiherr von Stain                          |          |        |
| 1291/97   | Eberhard von Sulzberg                          | 1416/19   | Andreas von Mörsberg      | 1630–1650 | Heinrich Schenk von Kastell                            |          |        |
| 1299/1301 | Albrecht von Klingenberg                       | 1422/29   | Pantaleon von Heidegg     | 1653–1660 | Philipp Albrecht Freiherr von Berndorff                |          |        |
| 1305/07   | Berthold von Buchegg                           | 1432/40   | Burkhard von Schellenberg | 1660–1666 | Johann Hartmann von Roggenbach                         |          |        |
| 1316/31   | Peter von Stoffeln                             | 1444      | Hans von Neuhausen        | 1666–1683 | Johann Friedrich von Baaden                            |          |        |
| 1334/36   | Heinrich von Bingen                            | 1450      | Hans von Freiberg         | 1684–1688 | Eberhart Truchseß von Rheinfelden                      |          |        |
| 1345      | Andreas von Herenken                           | 1453      | Wilhelm von Hailflingen   | 1688–1718 | Johann Franz Freiherr von Reinach                      |          |        |
| 1347/51   | Heinrich von Ringgenberg                       | 1457      | Burkhard von Schellenberg | 1721–1734 | Konrad Karl Anton Freiherr von Pfirt                   |          |        |
| 1358      | Mangold von Brandis                            | 1461      | Hans Rudolf von Weiler    | 1736–1746 | Johann Franz Karl Freiherr von Schönau                 |          |        |
| 1369      | Jakob von Reinach                              | 1468–1490 | Leonhard von Stetten      | 1747–1752 | Baron Jakob Josef Ignaz Freiherr von Hagenberg         |          |        |
| 1370/72   | Berchtold von Dankersweiler                    | 1494      | Reich von Reichenstein    | 1752–1757 | Graf Christian Moritz Eugen Franz von Königsegg        |          |        |
| 1372–1373 | Franz Senn von Münsingen, Freiherr von Buchegg | 1499–1519 | Georg von Homburg         | 1758–1762 | Beatus Anton Eusebius Freiherr von Schauenburg         |          |        |
| 1373      | Arnold von Schaler                             | 1521–1526 | Ludwig von Reischach      | 1764–1783 | Johann Baptist Freiherr von Eptingen                   |          |        |
| 1374      | Dietrich von Venningen                         | 1526–1540 | Georg von Andlau          | 1784–1791 | Franz Joseph Freiherr von Lerchenfeld                  |          |        |
| 1379–1383 | Vincenz von Bubenberg                          | 1542–1551 | Friedrich von Homburg     | 1792–1802 | Christian Friedrich Truchsess Freiherr von Rheinfelden |          |        |
| 1384      | Heinrich von Schletten                         | 1555–1581 | Hans Kaspar von Jestetten | 1802–1805 | Friedrich Heinrich Karl Freiherr von Landsberg         |          |        |
| 1385      | Vincenz von Bubenberg                          | 1582–1583 | Hans Hartmann von Hallwyl | 1806–1810 | Domänenverwalter Ignaz Streicher (kein Komtur)         |          |        |

### Lazarettzeit 1813–1815

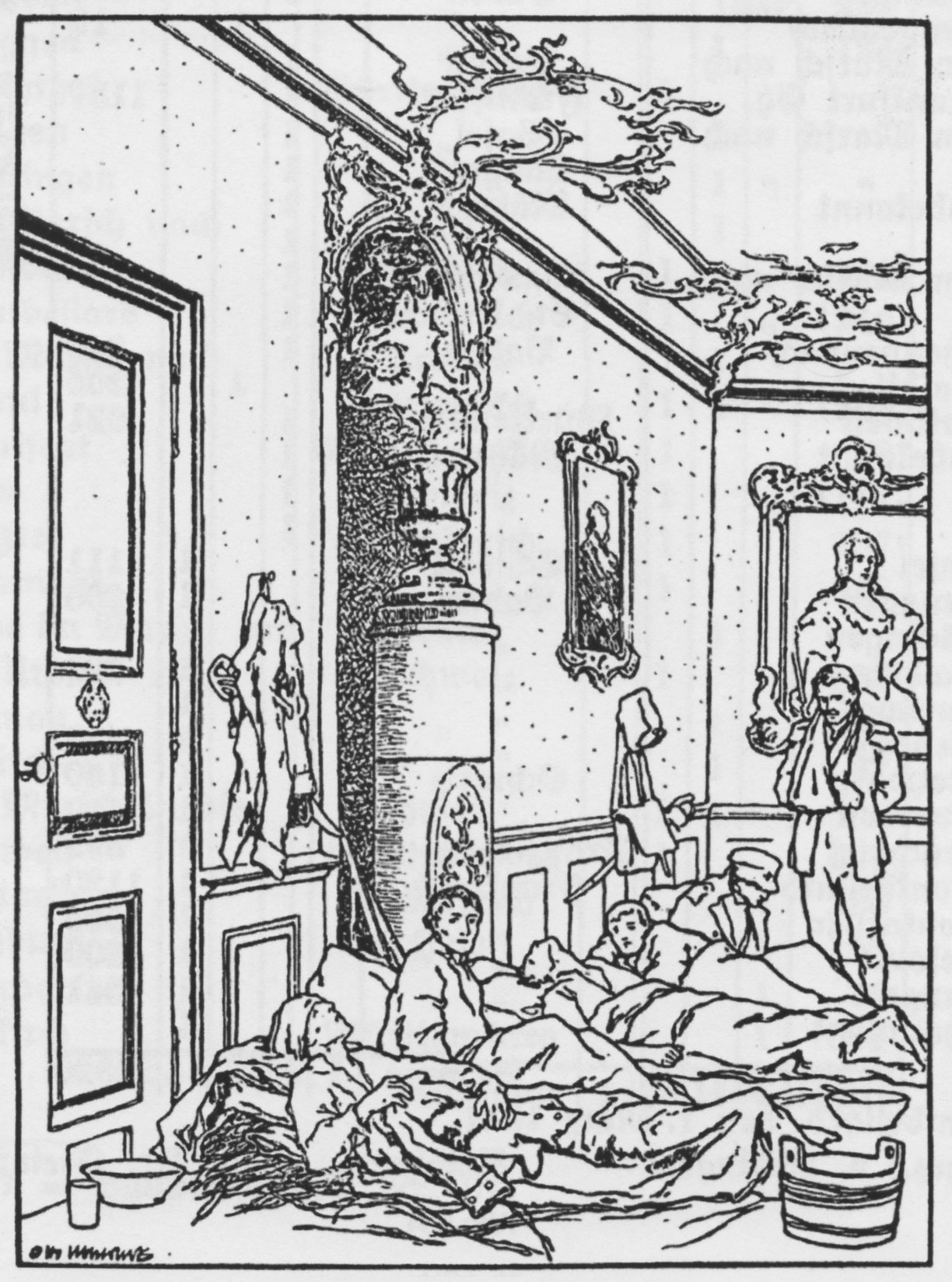
Krankenlager im Seminarraum auf Schloss Beuggen, Zeichnung von Otto Ubbelohde (1867–1922)

In den Befreiungskriegen dienten ab Dezember 1813 die nach der Säkularisation zunächst leerstehenden Gebäude als Kriegslazarett für die österreichische Armee Schwarzenbergs. Schwarzenbergs böhmisches Heer, das zwischen Genf und Wissembourg lag, hatte sein Quartier in Lörrach aufgeschlagen (→ Lörrach zur Zeit der Befreiungskriege) und benötigte geeignete Unterkünfte hinter der Frontlinie. Das zu dieser Zeit verlassene und ungenutzte Schloss wurde von der österreichischen Armee zum Feldlazarett erklärt. In wenigen Wochen wurde das Schloss und seine Nebengebäude vollständig mit Kranken und Verwundeten gefüllt.
Die Verwundeten litten unter Typhus, Pocken und anderen Seuchen. Pfleger und Ärzte waren überfordert. Teilweise grassierten die ansteckenden Krankheiten bis in die benachbarten Ortschaften. Zudem reichten die Medikamente für die Kranken nicht aus. Da das Personal die Krankensäle nicht mehr betreten wollte, wurden an manchen Türen Öffnungen zum Hindurchreichen von Essen durchgebrochen. Diese Aussparungen sind an den Türen noch heute zu erkennen.
Etwa 3000 österreichische und 300 deutsche tote Soldaten aus diesem Lazarett wurden in einem Massengrab in der Nähe des Schlosses beigesetzt; zum Gedenken wurde am 25. Juni 1911 ein Denkmal nahe der Bahnlinie errichtet, die etwa 100 Meter östlich der Anlage verläuft. Das Schloss blieb für fünf Jahre im Zustand völliger Verwahrlosung.

### Angeblicher Aufenthalt Kaspar Hausers im Schloss Beuggen

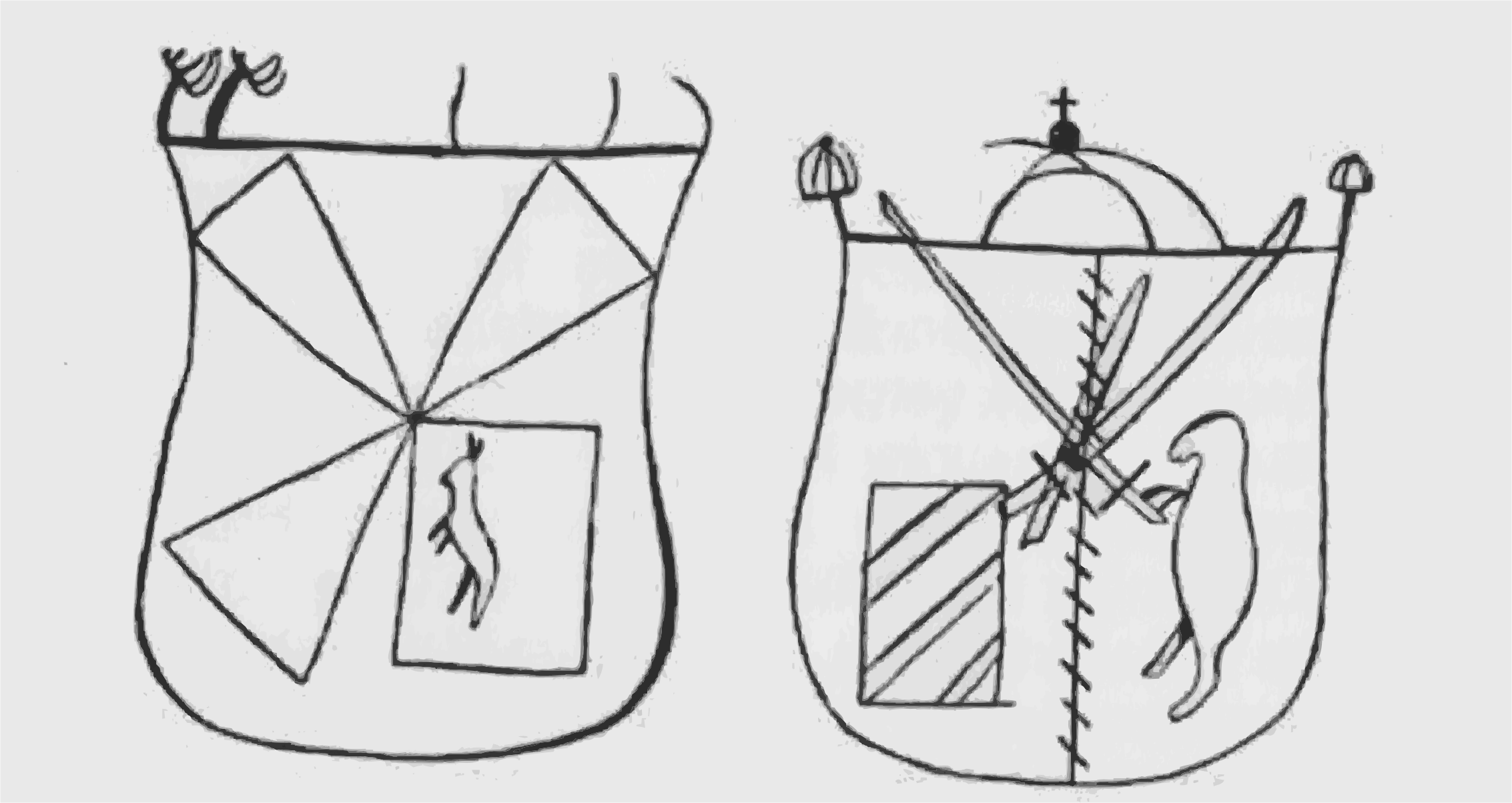
Wappenzeichnungen von Kaspar Hauser

Einer Sage zufolge wurde Kaspar Hauser als Kleinkind im Schloss Beuggen versteckt gehalten. Er soll aufgrund einer höfischen Intrige der in der Wiege mit einem sterbenden Kind vertauschte badische Erbprinz (→ Erbprinzentheorie zu Kaspar Hauser) gewesen sein. Als möglicher erster Ort der Gefangenschaft des Jungen gilt demnach Beuggen. Angeblich wohnte Hauser dort um 1815/16 mit einer vermeintlich aus Ungarn stammenden Kinderfrau entweder im Pfarrhaus, in dem kleinen Teehaus im Schlosspark, oder nach der ZDF-Fernsehdokumentation Mordfall Kaspar Hauser in einem angeblichen Geheimverlies im alten Pfarrhaus. Der Raum war provisorisch zugemauert und wurde erst während der Dreharbeiten nach Genehmigung durch das Landesdenkmalamt geöffnet. Das Filmteam fand auf einem Balken in 50 Zentimeter Höhe die archaisch anmutende Rötelzeichnung eines Pferdes. Die Herkunft und der Verbleib der Zeichnung sind unbekannt, eine Stellungnahme durch das Landesdenkmalamt in Freiburg liegt nicht vor. Später soll Kaspar auf Anordnung des badischen Großherzogs Ludwig nach Pilsach in der Oberpfalz gebracht worden sein, ehe er 1828 auf dem Unschlittplatz in Nürnberg als Mensch mit rätselhafter Herkunft auftauchte.
Die Geschichtswissenschaft verneint diese Vermutungen. Der Archivdirektor am Bayerischen Hauptstaatsarchiv und Professor für Neuere Geschichte Reinhard Heydenreuter urteilt im Überblick: „Spätestens nach Lindes Buch waren sich die Historiker weitgehend einig, dass Kaspar Hauser nicht der 1812 geraubte und vertauschte Sohn des Großherzogs Karl … und seiner Frau Stéphanie de Beauharnais gewesen sein konnte.“ Der Historiker Fritz Trautz geht noch einen Schritt weiter: „Das einfältige Märchen, das bis heute viele Federn bewegt und viel Glauben gefunden hat, ist in dem … Buch von Otto Mittelstädt über »Kaspar Hauser und sein badisches Prinzenthum« (Heidelberg 1876) ausführlich widerlegt worden.“
Am Anfang des Gerüchts um Hausers Aufenthalt in Beuggen standen die aus religiösem Fanatismus zu erklärenden Verleumdungen des ehemaligen evangelischen Geistlichen Johannes Samuel Müller, der, zum Katholizismus konvertiert, um 1830 Domprediger in Pressburg war. Müller versuchte die ungarische Baronin Marianne von Majthényi und deren frühere Gouvernante Anna Dalbonne, geborene Frisacco aus Triest und zum Zeitpunkt der Schmähungen bei der Gräfin von Palffy in Diensten, als Zeuginnen für seine Verleumdungen zu verwenden. Als dies misslang, zumal Baronin von Majthényi ihn wegen der Misshandlung ihres Sohnes als Erzieher entlassen hatte, beschuldigte Müller beide Frauen Kaspar Hauser eingekerkert zu haben. Die gerichtlichen Untersuchungen erwiesen die Unhaltbarkeit der Anschuldigungen. Doch „die beiden Damen sind nie wieder aus den Kasparbüchern verschwunden“, obwohl sie „ursprünglich nicht einmal in Müllers Denunziation irgend etwas mit Kaspar Hauser zu tun (hatten).“ Die publizistische Öffentlichkeit um 1830 verknüpfte das noch junge Gerücht um Hausers badische Abstammung mit den verzerrt wiedergegebenen Nachrichten aus Ungarn und unterstellte der Gouvernante Anna Dalbonne enge Kontakte zum badischen Hof in Karlsruhe. Gegen die alte politische Ordnung gerichtete, republikanische „Anklagen in Romanform“ bedienten sich dieser Spekulationen und spätere Plagiate unpolitischer und anonymer Autoren bauten sie aus. Diese Vorgeschichte legte den Boden für den Glauben vom zeitweisen Aufenthalt Kaspar Hausers in Beuggen.

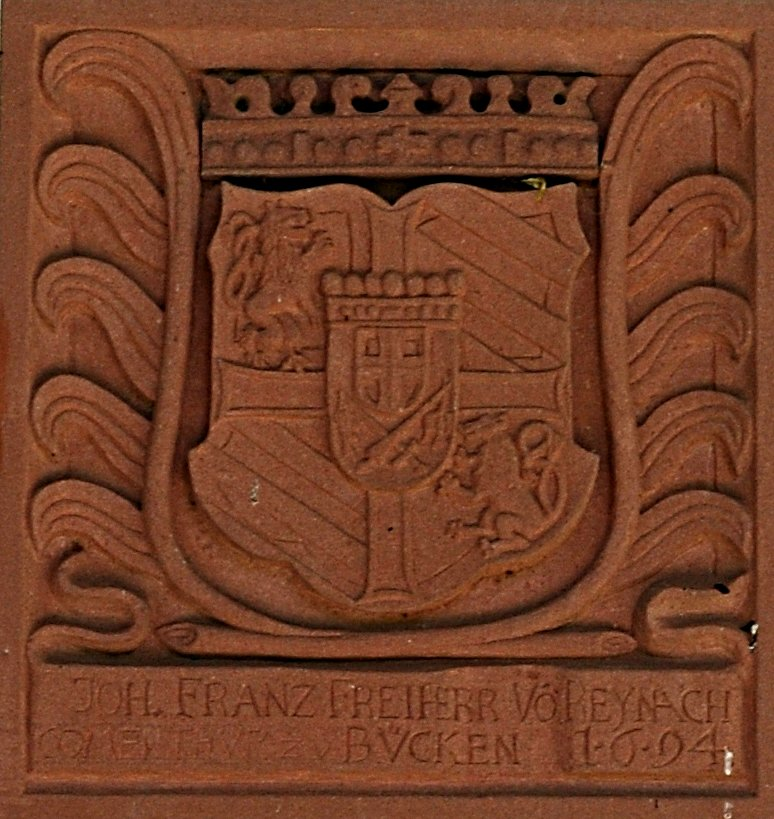
Wappen am Teehaus

Wappen des Kgr. Bayern

Einige real existierende Namen und der Schauplatz Südbaden waren literarisch eingeführt, als der Kaspar-Hauser-Forscher Fritz Klee 1929 die Gerüchte zu erhärten suchte und, neben einem rätselhaften Flaschenpostfund am Oberrhein aus dem Jahre 1816 (→ Die Flaschenpost von 1816), von Hauser skizzierte Wappen als das stärkste Indiz für seinen Aufenthalt in Beuggen hielt. Seiner Meinung nach wiesen sie eine große Ähnlichkeit mit dem Beuggener Komturwappen auf. Doch Hauser hatte die Wappenskizzen offenbar unter der Beeinflussung seines Lehrers und Pflegevaters Georg Friedrich Daumer angefertigt, zudem kurze Zeit nach der Befragung einer somnambulen Hellseherin, die im Beisein Hausers erstmals ein Wappen erwähnt hatte. Der Vormund Kaspar Hausers, Baron Gottlieb von Tucher, berichtete über die Entstehung der Zeichnungen am 25. Dezember 1829 dem Ansbacher Gerichtspräsidenten Anselm von Feuerbach und stellte fest: „Welche Ähnlichkeit mit dem von der Somnambulen beschriebenen Wappen!!“
Der Historiker und ehemalige Direktor der Staatlichen Archive Bayerns Ivo Striedinger setzte sich eingehend mit den Mutmaßungen Klees auseinander und kritisierte unter anderem, dass die Wappenzeichnungen dem von 1806 bis 1835 in Gebrauch gewesenen bayerischen Staatswappen entlehnt seien. Tatsächlich gibt es keine Anhaltspunkte für einen Aufenthalt Kaspar Hausers in Beuggen und Pilsach, denn „die Quellen geben für eine solche Behauptung nichts her.“

### Evangelisches Kinderheim 1820–1980

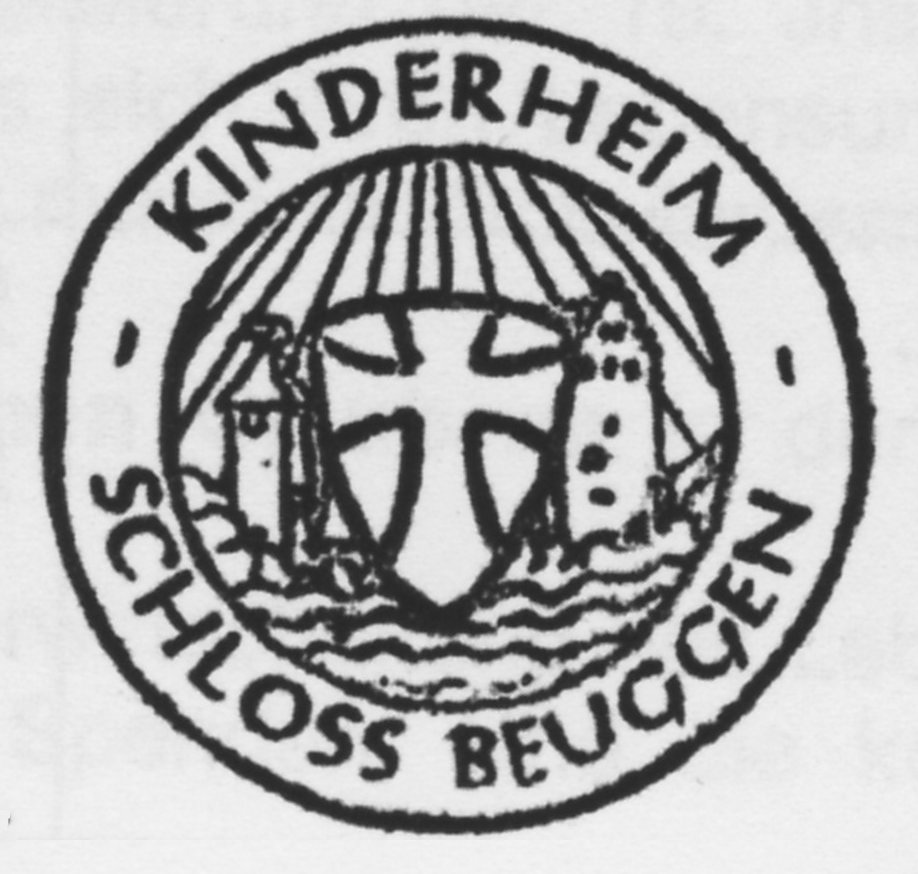
Signet des Kinderheims Schloss Beuggen

Die badische Regierung überließ Schloss Beuggen der Deutschen Christentumsgesellschaft unter Leitung von Christian Friedrich Spittler und Christian Heinrich Zeller († 1860 daselbst). Dort richtete die Deutsche Christentumsgesellschaft am 17. April 1820 ein Seminar für Armenlehrer und ein Erziehungsheim für verwahrloste Kinder ein. Vier Wochen später umfasste der Haushalt zehn Schullehrerzöglinge, 20 Jungen, zehn Mädchen, dazu zehn Personen für die Hauswirtschaft sowie die Leitung von Zeller und seiner Familie. Vorbild des Anstaltsgründers war Johann Heinrich Pestalozzi, der im Sommer 1826 das Heim für vier Tage besuchte und sich von der Arbeit Zellers beeindruckt zeigte. Ausbildung von Kindern wie sie auf Schloss Beuggen praktiziert wurde, war zu dieser Zeit nur der Oberschicht vorbehalten. Damit gilt die Initiative von Zeller als Vorreiter für die Innere Mission, das Kinderheim wurde Vorbild zahlreicher ähnlicher Einrichtungen im Südwesten Deutschlands.

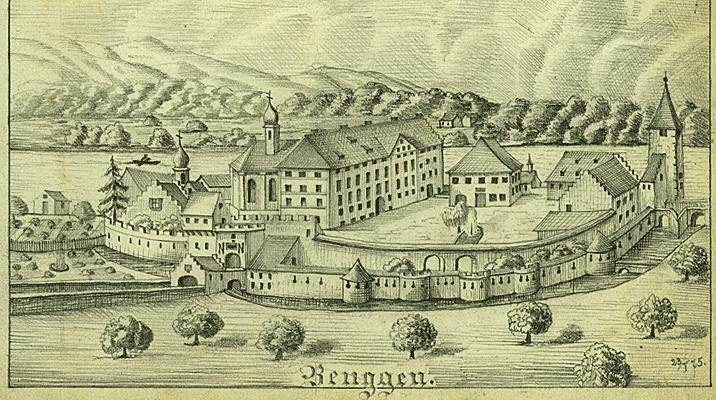
Schloss Beuggen: Bleistiftzeichnung von 1875

Ab dem 25. Mai 1877 war das Kinderheim eine Schweizer Einrichtung auf badischem Boden. Das Schloss samt Landbesitz wurde von der badischen Domäne für 50.000 Gulden erworben. Der Schweizer Schriftsteller und überzeugte Anhänger der NS-Ideologie Jakob Schaffner war als Kind von 1884 sieben Jahre im Kinderheim. Seine dortigen Erlebnisse verarbeitete er im Roman Johannes. Roman einer Kindheit. Der Marburger Maler und Illustrator Otto Ubbelohde zeichnete in der Zeit von 1912 bis 1916 eine Vielzahl von historisierenden aber auch realen Darstellungen von Schloss Beuggen. Es besteht die Möglichkeit, dass Ubbelohde in dieser Zeit angestellter Zeichenlehrer des Kinderheims war. Zur Zeit des Dritten Reiches weigerten sich die deutschen Jugendämter mit der Schweizer Leitung zusammenzuarbeiten. Am 28. Juni 1937 fand die Gründung des Vereins der Freunde des Kinderheims Beuggen in Lörrach statt. Evangelische Religionslehrer wurden zwischen 1946 und 1953 in Beuggen ausgebildet. 1954 ging das Anwesen von der Basler Mission in den Besitz der Evangelischen Landeskirche in Baden über.
Bis 1980 diente Beuggen als evangelisches Kinderheim und Lehrerseminar. Im Heim waren zwischen 80 und 100 Kinder untergebracht. Die Konzeption der Großfamilie überholte sich und neue pädagogische Strömungen ließen die Zahl der Einweisungen in das Kinderheim zurückgehen. Auch die 1978 neu gebaute Schule konnte diese Entwicklung nicht mehr umkehren. Das Kinderheim wurde deshalb 1981 endgültig geschlossen. Heute befindet sich auf dem Gelände eine Außenstelle des Kinderheims Tüllinger Höhe.

### Tagungsstätte 1985 bis 2016
Seit dem 5. Februar 1985 wurde das Schloss als evangelische Tagungs- und Begegnungsstätte genutzt, die dem Verband Christlicher Hotels angeschlossen war. Im Vorfeld wurde dazu am 13. Mai 1983 von den Kirchenbezirken Freiburg, Müllheim, Lörrach, Schopfheim und Hochrhein der Verein Evangelische Tagungs- und Begegnungsstätte Beuggen e. V. gegründet.
Die erste Umbauphase dazu war 1989 abgeschlossen. Das Haus der Kirchenmusik, eine Aus- und Fortbildungsstätte der Evangelischen Landeskirche in Baden für Kirchenmusiker, war dort untergebracht. Dazu boten 15 Tagungsräume und -säle sechs bis maximal 200 Personen Platz. Auch die Schlosskirche kann für Anlässe gemietet werden. Neben einem Gastronomieservice bot das Schloss auch 54 Gästezimmer an. Vom ADFC wurde dem Schloss, das direkt am Rheintal-Fernradweg, Südschwarzwald-Radweg und an der regionalen Touristikroute „Mythische Orte am Oberrhein“ liegt, das Qualitätszeichen „Bett+Bike“ verliehen. 2010 erhielt das Tagungshaus von der Landeskirche das Umweltzertifikat „Grüner Gockel“. Neben hauseigenen Tagungen und Gottesdiensten fanden Seminare und Feste im Schloss Beuggen statt. Außerdem war das Gelände alljährlich Standort einer Kunsthandwerker- und einer Gartenmesse sowie weiterer Veranstaltungen.
2005 siedelte sich die Kommunität Beuggen in Schloss Beuggen an. Vor einigen Jahren wurde im Bereich des ehemaligen Barockparks ein Bodenlabyrinth angelegt. 2006 entstand im Zusammenhang mit der Neugestaltung des Empfangs und der Speiseräume im Schlossgarten ein Bibelgarten, in dem im Juli 2010 die Jahrestagung des Netzwerks der deutschen Bibelgärten stattfand.
Im Zuge des Neubaus des Wasserkraftwerks Rheinfelden musste ab 2008 das Schlossfundament gesichert werden, da sich durch den Rückstau der Wasserspiegel des Rheins an dieser Stelle voraussichtlich um 1,40 Meter heben wird. Dazu wurden die Grundmauern mit Folien und Injektionen abgedichtet. Im Rahmen der Umbau- und Sanierungsmaßnahmen, die bis ins Jahr 2009 dauerten, wurde der südliche Innenhof der Schlossanlage und die Bepflanzung erneuert. Vor der dem Rhein zugewandten Fassade des Alten Schlosses wurde eine kleine neue Uferterrasse angebaut.

### Verkauf der Anlage an einen privaten Investor
Die Synode der evangelischen Landeskirche Baden beschloss im April 2014 den Verkauf der Tagungsstätte. Anfang 2017 wurde das Schloss Eigentum eines Architekten, der mit Schloss Tiengen schon eine historische Anlage besitzt. Anfang März 2017 wurde das Schlosshotel Beuggen geöffnet; der Park war für die Öffentlichkeit nicht mehr zugänglich. Bereits 2020 stand das Schlosshotel Beuggen vor der Insolvenz. Im Juni 2021 wurde das Schloss an ein Betreiberpaar verkauft, das es weiter als Tagungsort und Eventlocation ausgebaut hat.

## Architektur

### Anlage und Umgebung

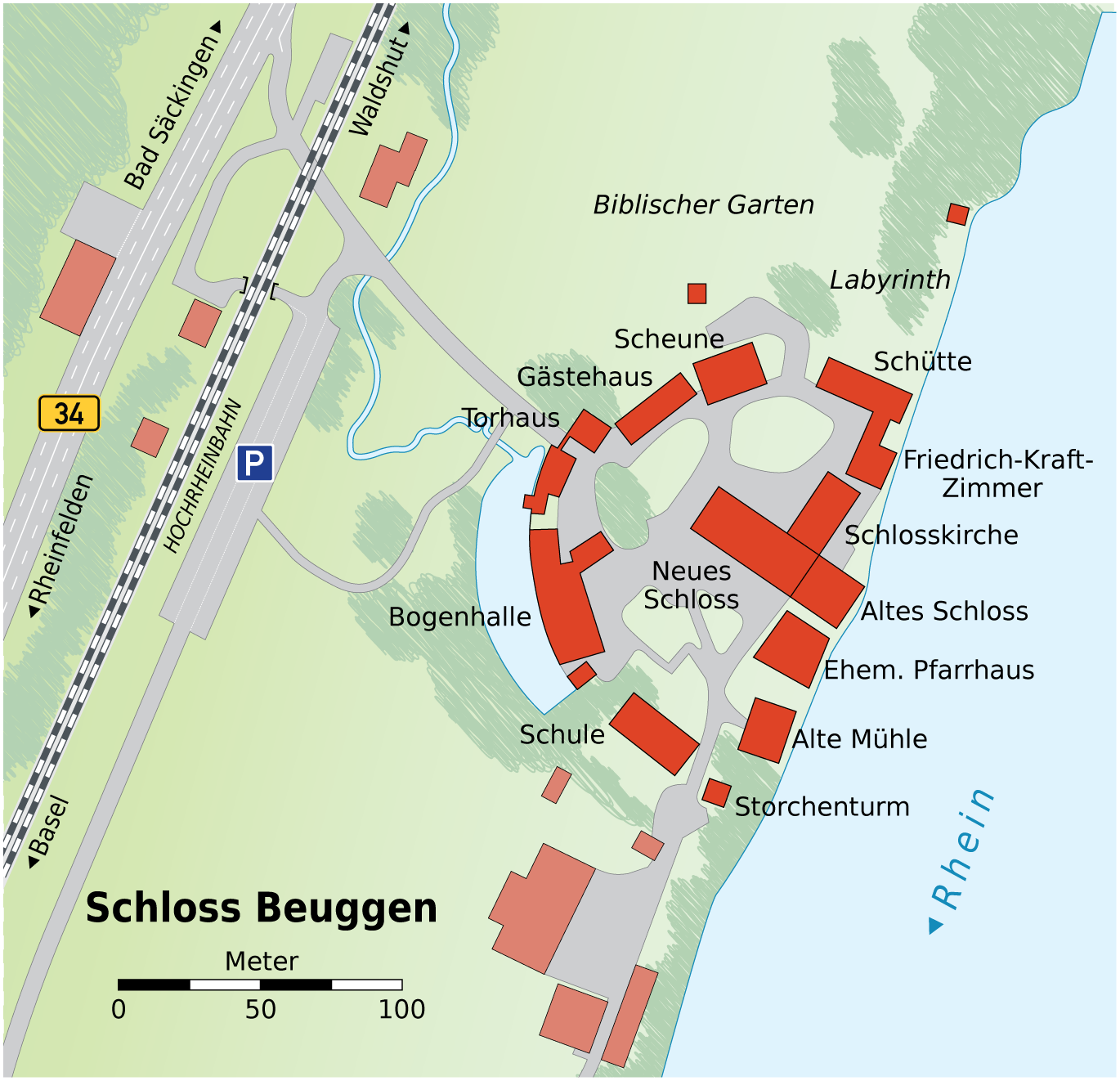
Lageplan der Schlossanlage

Die Schlossanlage Beuggen befindet sich in dem zu Rheinfelden (Baden) gehörenden Stadtteil Karsau, der aus den Teilen Karsau, Riedmatt und Beuggen besteht. Die in Beuggen stehende Schlossanlage befindet sich auf einer knapp 250 Meter breiten Uferterrasse, die unmittelbar am rechten Rheinufer liegt. Die Anlage ist nach Westen hin halbkreisförmig ummauert. Der Mittelpunkt dieses Halbkreises befindet sich etwas außerhalb der nördlichen Ecke des Alten Schlosses. Dieser sogenannte Regelgrundriss hatte in der mittelalterlichen Architektur oft eine besondere Bedeutung. Ein Kreis mit Achsenkreuz galt als Bild Jerusalems, der Stadt nach der sich der Deutschorden orientierte. Der Grundriss Beuggens könnte somit als „halbes“ Jerusalem aufgefasst werden. Die Ummauerung zieht sich bis an die Ufer des Rheins, so dass zusammen mit dem Burggraben eine fast inselartige Situation besteht. Der Burggraben südlich des Oberen Tores ist erhalten geblieben. Die Ringmauern aus dem 13. Jahrhundert wurden um 1530 durch den Bau einer zweiten Mauer verstärkt. Mindestens fünf Rundtürme und ein Graben von bis zu 20 Meter Breite und 7 Meter Tiefe schützten Schloss Beuggen. Der nördliche Teil des einstigen Wassergrabens wurde zugeschüttet. Der Hauptzugang erfolgt über das Torhaus.
Die Beuggener Bauten stammen aus unterschiedlichen Epochen und vereinen in sich verschiedene Baustile. Wappen und Daten am Gemäuer der Gebäude verweisen auf Umbaumaßnahmen und Neuerrichtungen. Der Deutsche Orden baute seine Burgen vornehmlich in die Ebene in der Nähe von Fließgewässern, damit der Mühlenbetrieb möglich war. Die Anlage liegt auf 274 Meter über NN. und ist die älteste erhaltene des ehemaligen Ordens (→ Liste der Kommenden des Deutschen Ordens). Die B 34 und die Hochrheinbahn verlaufen westlich des Schlosses Beuggen. Am Schloss befindet sich ein Haltepunkt der Eisenbahnstrecke. Der Rheintal-Weg, ein Radfernweg am Rheinufer, führt mitten durch das Schlossgelände.

### Schloss
Das Schloss als Hauptbau der Anlage teilt sich in zwei Komplexe. Das am Rhein gelegene sogenannte Alte Schloss (Wehrturm) ist hell verputzt. Der sich westlich anschließende Baukörper mit rotem Sims wird als Neues Schloss bezeichnet. Die Bezeichnungen geben die Tatsachen nicht ganz richtig wieder, denn auch der Teil, der sich an den Wehrturm westlich anschließt, stammt aus dem 13. Jahrhundert und wurde nur wenige Jahre nach dem Wehrturm fertiggestellt. Der restliche Gebäudetrakt wurde in den Jahren 1585 bis 1598 erbaut. Somit ist es richtiger, den Teil bis vor die vertikale Fensterreihe östlich des Hauptportals ebenfalls dem Alten Schloss zuzurechnen.

#### Altes Schloss

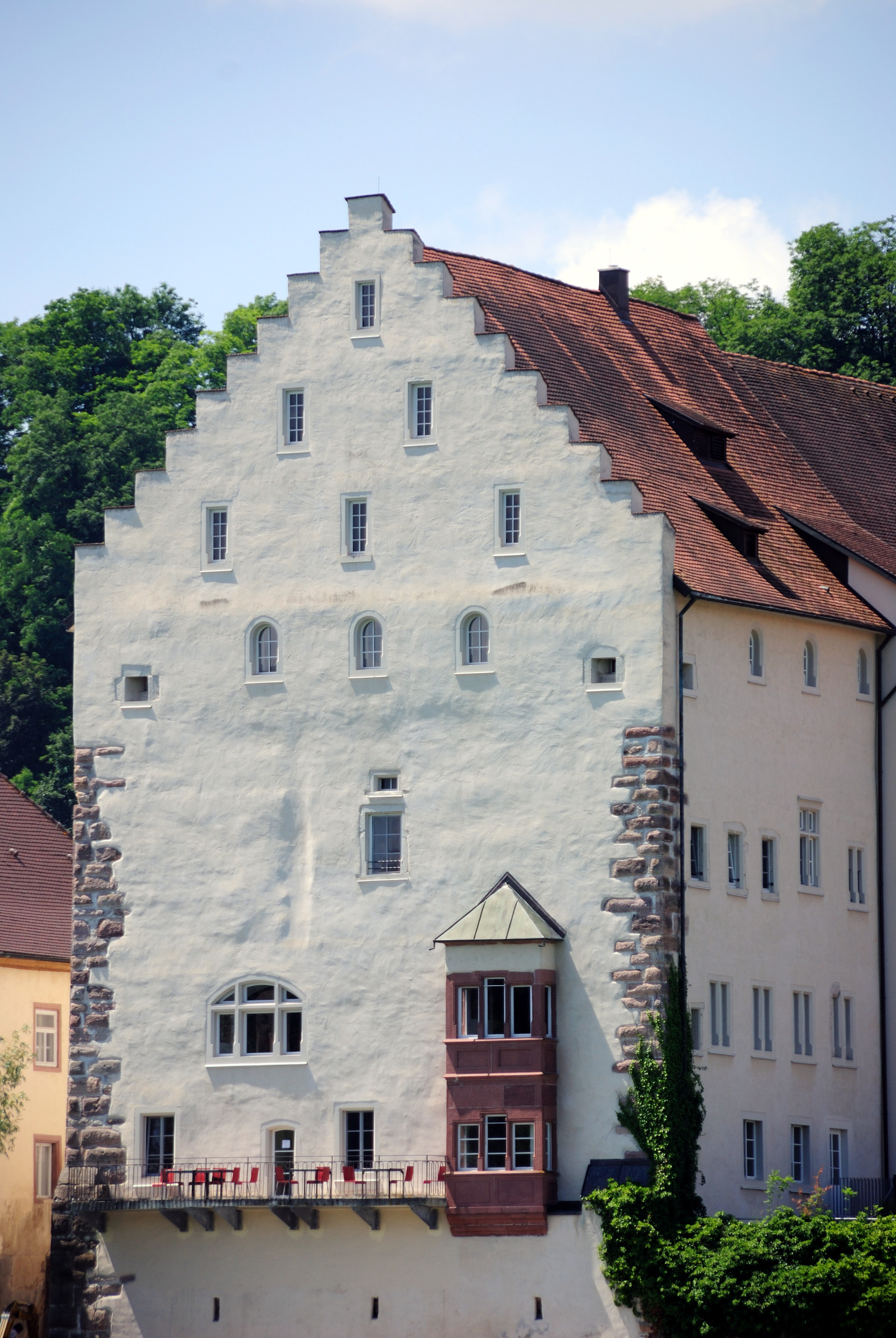
Fassade des Alten Schlosses zum Rheinufer

Das Alte Schloss, auch als Ritterhaus bezeichnet, ist ein am Rhein gelegener Wehrturm, dessen untere Geschosse spätestens 1268 fertiggestellt wurden. Der quadratische Grundriss ist allseits ungefähr gleich weit von den Ringmauern entfernt. Das Gebäude besitzt drei Stockwerke, auf die sich Küche, Kapitelsaal, Speiseraum, Schlafsaal und Keller verteilen. Einige Pfeiler, die bis in die heutige Zeit erhalten sind, stammen aus Todtmooser Baumstämmen. Im 13. und 14. Jahrhundert wurde eine der Jungfrau Maria geweihte Kapelle genannt. Ihr Standort ist unbekannt, wird aber im ehemaligen Pfarrgang vermutet. Das Basler Erdbeben 1356 beschädigte den Bau vermutlich nur geringfügig. Zur Rheinseite existierte am Wehrturm ein Aborterker, der 1878 abgebrochen wurde. Nach einem Grundriss aus dem Jahr 1808 enthielt dieser je Stockwerk zwei Sitze über dem Rhein. Auf derselben Fassadenseite befinden sich ein zwischen 1543 und 1543 errichteter doppelstöckiger Erker und ein Staffelgiebel. Beide Erker sind im ersten Stock vom sogenannten Rittersaal aus zu begehen. An die Funktion des Wehrturms erinnern die Reste der Zinnen und die schmalen gotischen Fenster im dritten Stock. Ein runder Treppenturm, der etwas versetzt zur Rheinfassade steht, stammt aus dem Jahr 1509. Ein unauffälliger Aufzugturm daneben wurde im Jahr 1990 nachträglich eingebaut.
Im ersten Stock des Wehrturms befindet sich der Rittersaal aus der Zeit um 1420. Seine Decke besteht aus zwei umgedrehten Schiffsrümpfen. Die grünen, profilierten Hölzer deuten so eine Wölbung an, die in der damaligen Zeit äußerst schwierig zu konstruieren war. Die Decke ruht auf den Außenwänden und einem Längsbalken, der sich bis in den dritten Stock zieht. Die den Längsbalken stützende Säule besteht aus zwei ineinander verkeilten und verarbeiteten Schwarzwälder Tannen. Der Rittersaal wird heute als Kapelle und Andachtsraum genutzt.
Im obersten, dem dritten Stockwerk, befindet sich die Sonnenburg, der größte Tagungsraum im Schloss Beuggen. Er bietet bis zu 200 Personen Platz und diente früher als Schlafsaal der Armenkinderanstalt.

#### Neues Schloss

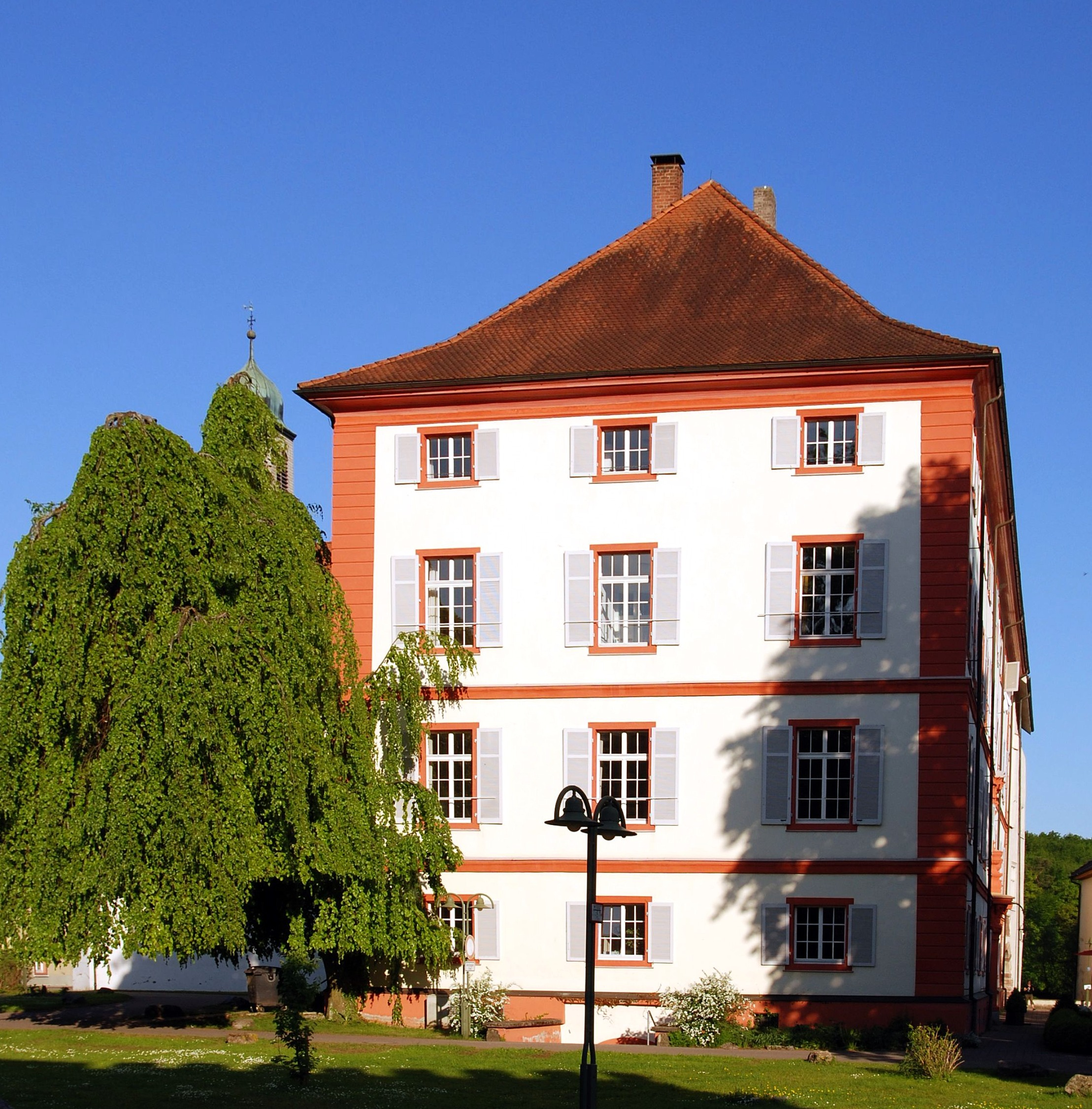
Neues Schloss

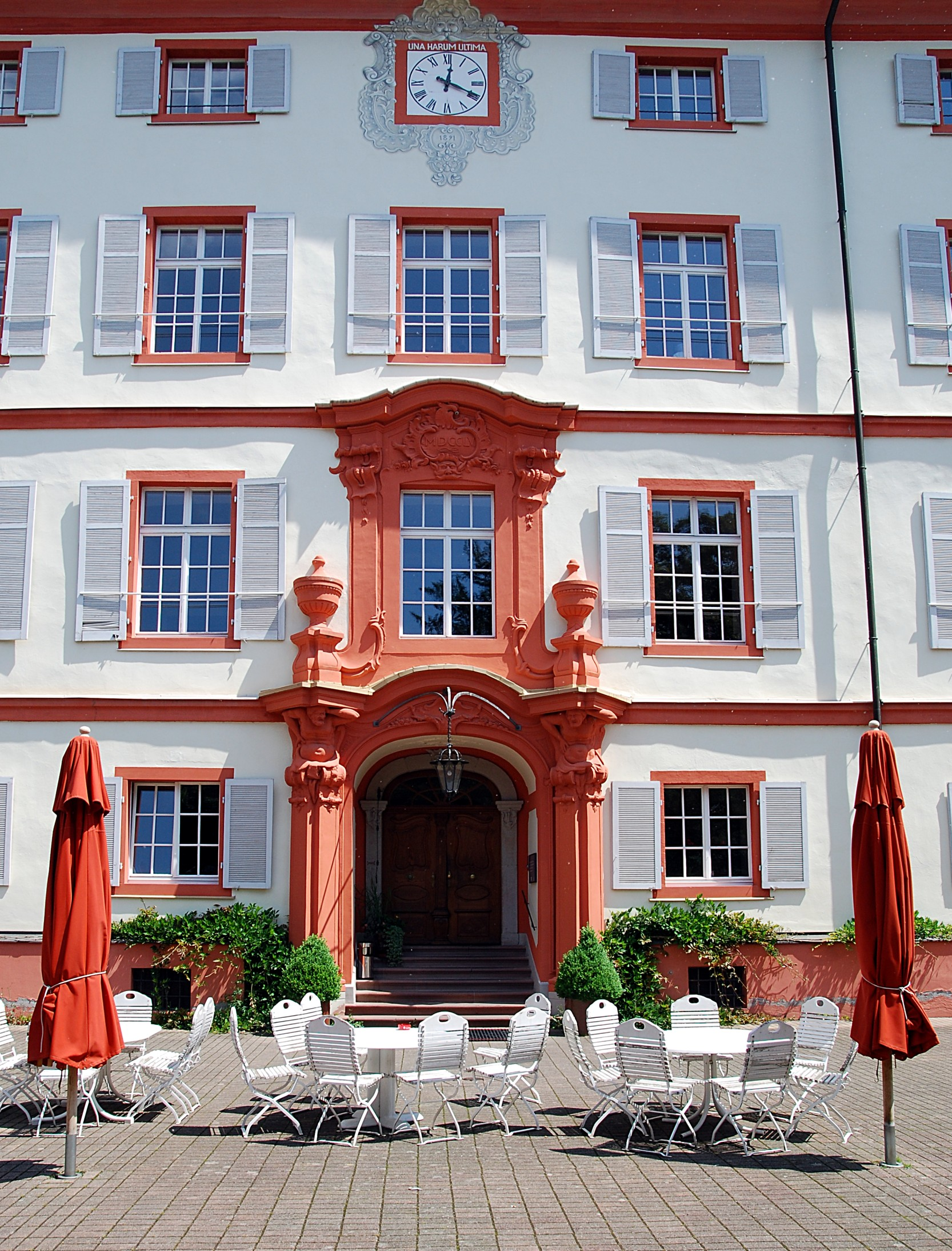
Eingangsportal von Johann Caspar Bagnato am Neuen Schloss

Das Neue Schloss geht auf Komtur Hans Hartmann von Hallwyl zurück, der es während seiner Amtszeit zwischen 1585 und 1598 im Renaissancestil erbauen ließ. Das neue Gebäude ist eine westliche Erweiterung des bestehenden Schlosses, das den gestiegenen Ansprüchen des Ordens nach feudalem Lebensstil nicht mehr gerecht wurde. Das Schloss besitzt vier Treppentürme und mehrere Erker. Während der Amtszeit von Graf Franz von Königsegg erfolgte von 1752 bis 1757 der Umbau im spätgotischen Stil durch den Baumeister Johann Caspar Bagnato. Die Treppentürme sowie ein Erker auf der Südseite wurden dabei entfernt. Das Treppenhaus wurde in das Gebäudeinnere verlagert und ein neues Portal eingefügt, das dem Tessiner Stuckateur Francesco Pozzi zugeschrieben wird. Er schuf auch die Stuck-Dekoration im Rokoko-Stil im Inneren des Schlosses.
Der seiner Gestaltung nach bedeutendste und repräsentativste Saal des neuen Schlosses ist das Ergebnis der Zusammenarbeit von Bagnato und Pozzi und heißt Bagnatosaal. Der Saal diente zunächst als Tafelzimmer des Komturs, später als Lazarettsaal und wurde zur Zeit der Armenschullehranstalt als Seminarsaal verwendet. Heute dient das Zimmer Lesungen, Konzerten und standesamtlichen Trauungen. Bemerkenswert ist der Stuck, der an den Ecken des Saals die vier Elemente Feuer, Wasser, Luft und Erde durch Putten in Kartuschen symbolisiert. Der Putto, der die Erde vertritt, trägt eine Tiara und weist mit dem Finger auf die Erdkugel, die die Umrisse von Italien und Rom zeigt. Die Darstellung versinnbildlicht, dass der Deutsche Orden unmittelbar dem Papst untersteht. Zwischen den Fenstern sind zwei der Sieben freien Künste der Antike dargestellt: die Geometrie und die Astronomie.

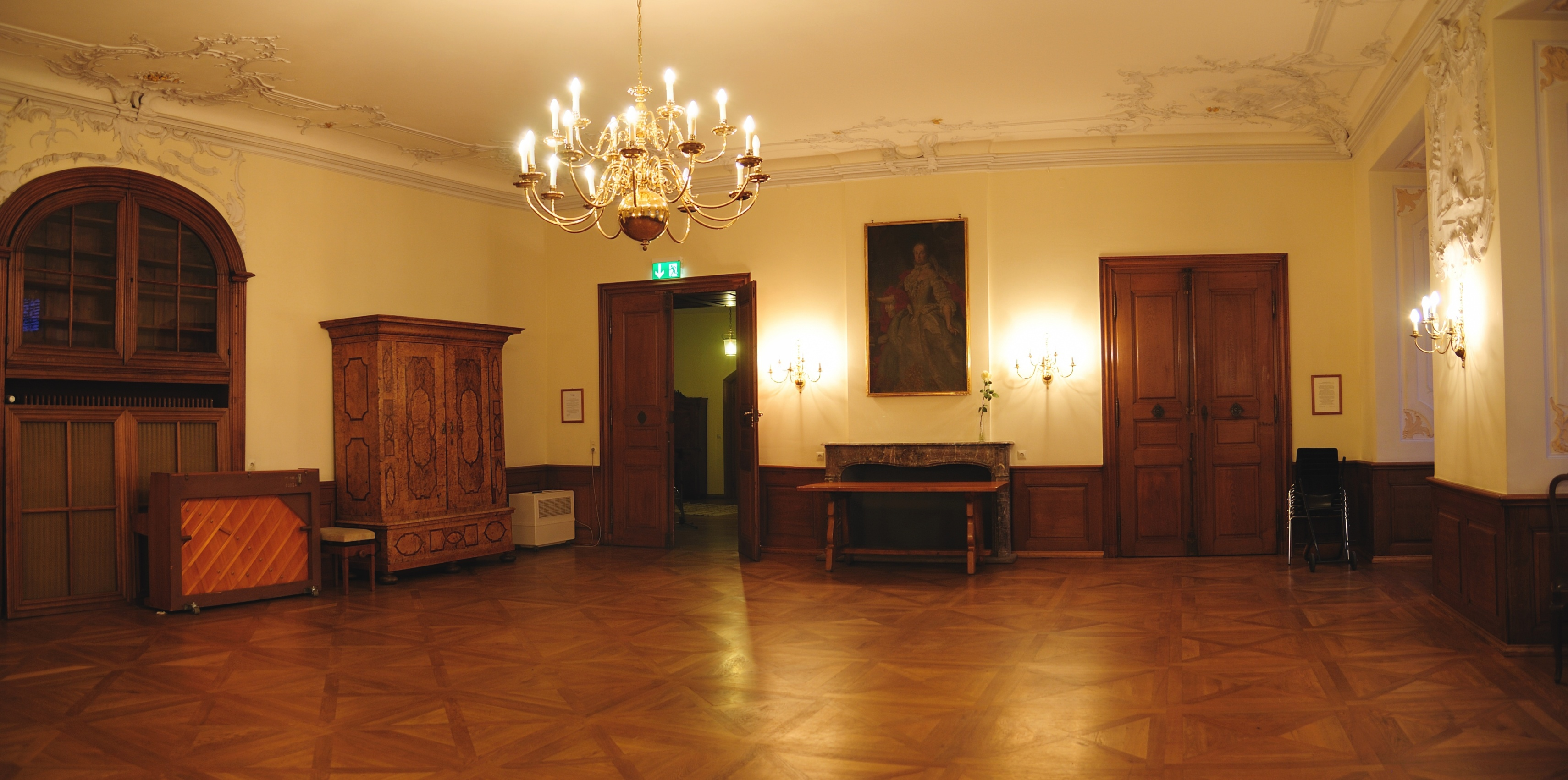
Bagnatosaal
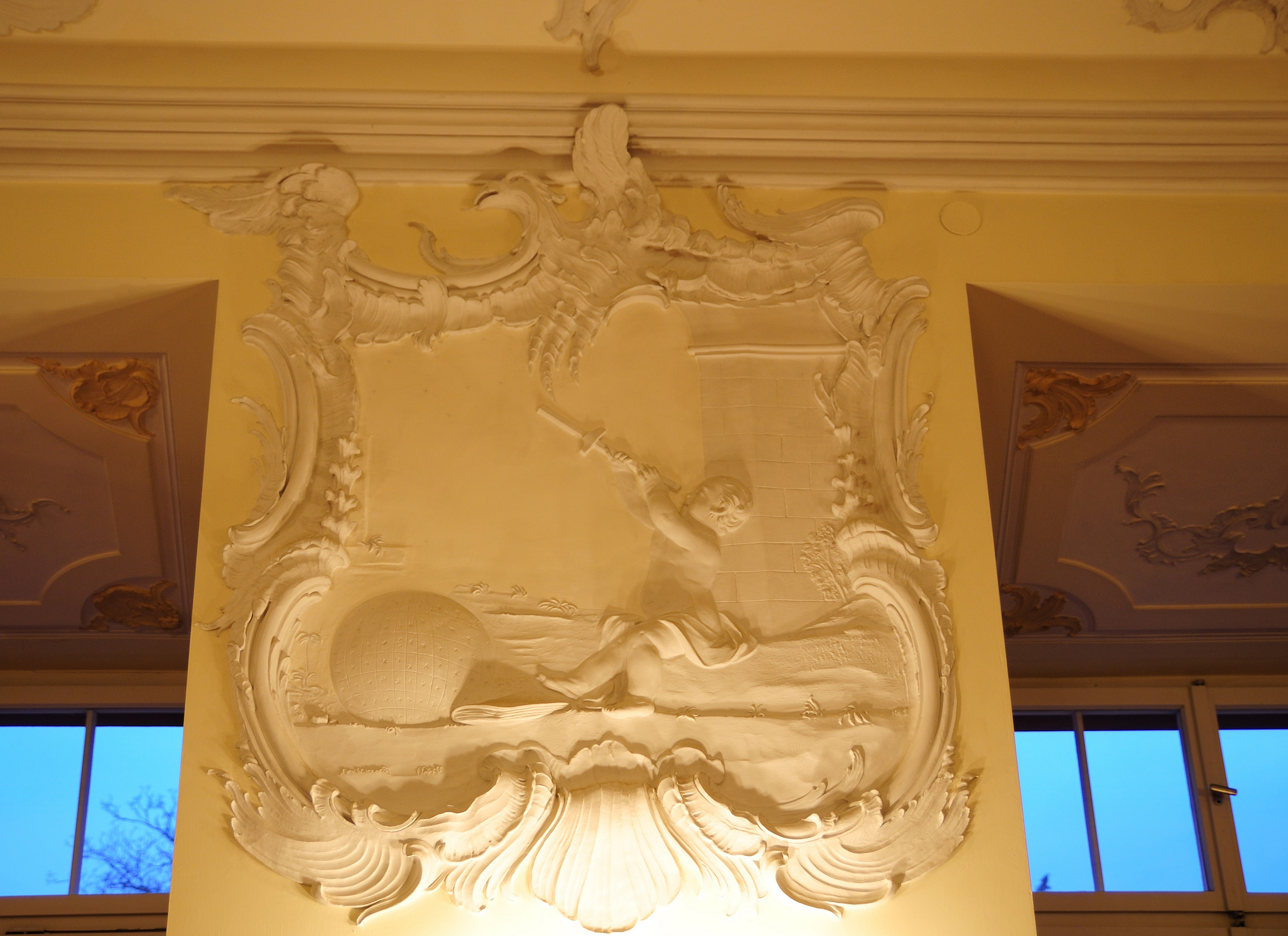
Stuck im Bagnatosaal
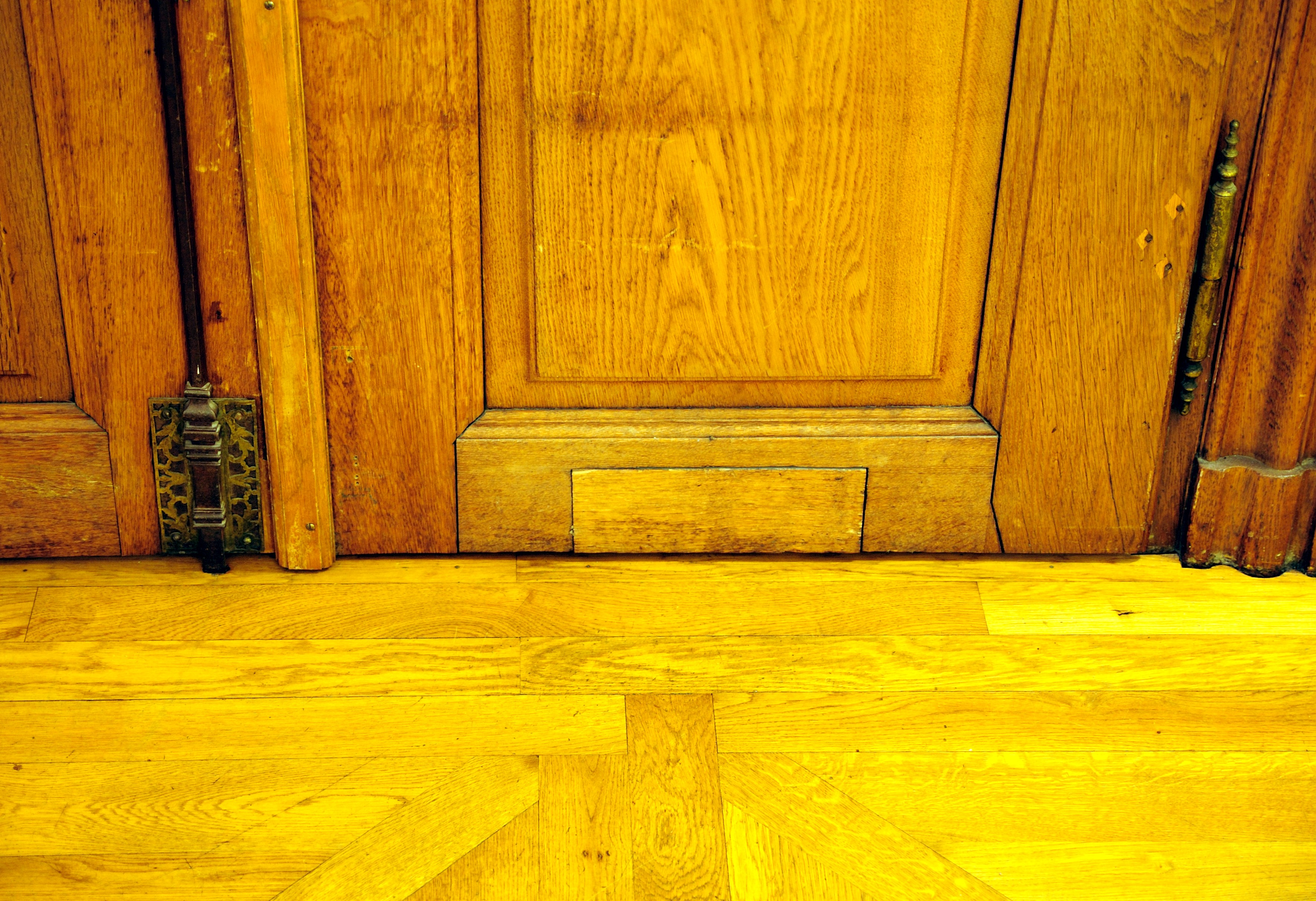
Detailansicht der Türe (Durchbruch aus der Lazarettzeit)

### Schlosskirche

#### Baugeschichte

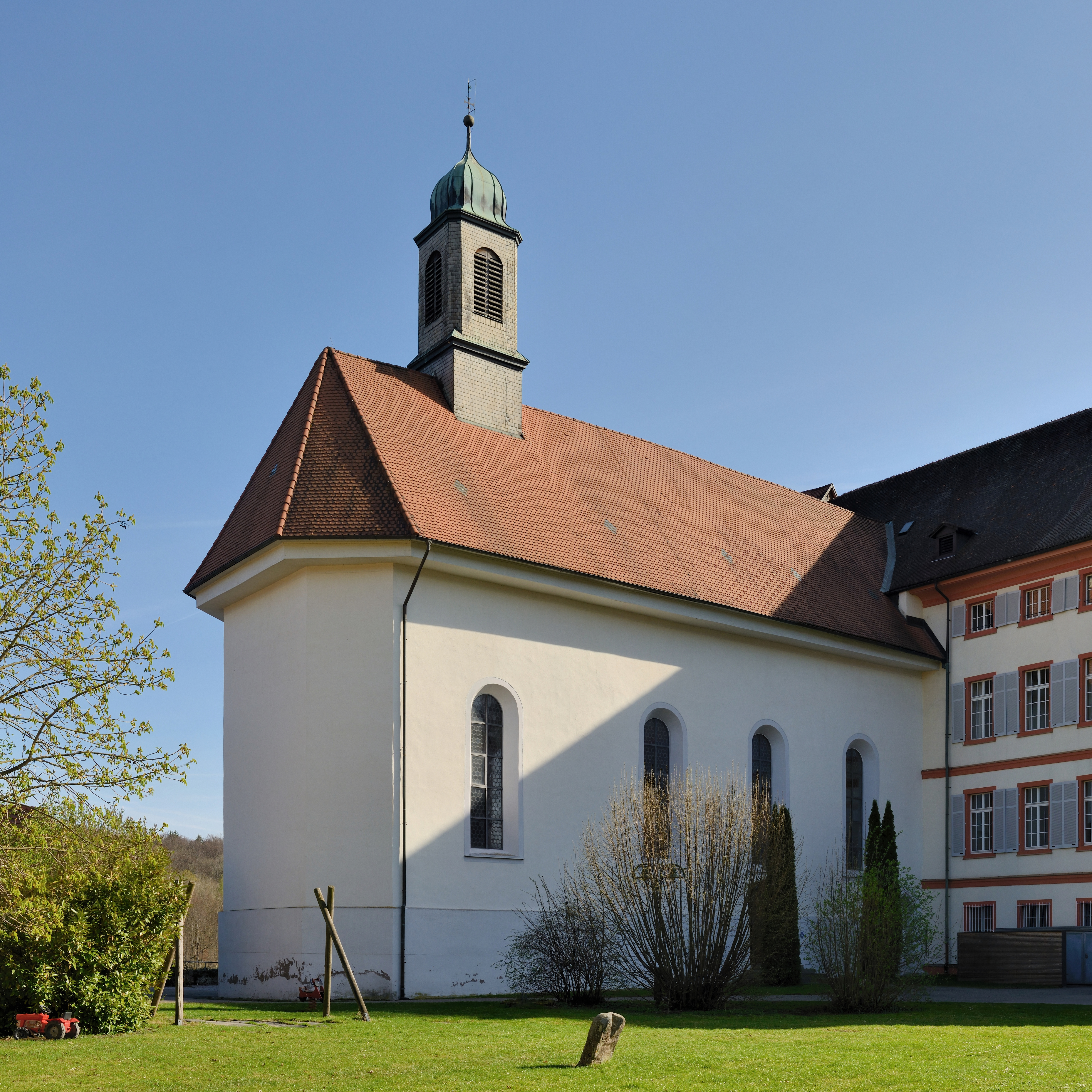
Schlosskirche von der Hofseite

Die erste Kapelle existierte mutmaßlich vor 1298; die Konsekration zweier Altäre der heiligen Katharina und der heiligen Elisabeth wurde in diesem Jahr urkundlich erwähnt. Das lässt darauf schließen, dass die Kirche bereits vorher vollendet war. Ihr Standort wird am ehemaligen Pfarrgang vermutet. Die zweite Kirche könnte nordwestlich der heutigen Schlosskirche gestanden haben und war wohl quer zum heutigen Standort ausgerichtet. Ein Dokument aus dem Jahr 1497 nennt zwar die Weihe des von dem damaligen Komtur Burkhard von Schellenberg gestifteten Altars, eine eindeutige Spur von dem Bauwerk fehlt jedoch. Bis zu Beginn des 16. Jahrhunderts diente der zweite Bau nicht als Kirche, sondern möglicherweise als Konventsgebäude. Diese These wird von der Untersuchung der Holzbalken gestützt, nach der das Bauwerk in drei jeweils etwa 3,80 Meter hohe Geschosse unterteilt war. Im 17. Jahrhundert entfernte man das aufgesetzte Fachwerk und die Geschossdecken, um ein dreijochiges spätgotisches Gewölbe einzuziehen. Diese Kirche war ursprünglich Oratorium der Deutschordensbrüder der Kommende Beuggen. Seit 1678 nutzte die katholische Gemeinde Karsau-Beuggen das Gebäude als Pfarrkirche. 1908 ging sie in den Besitz der Pfarrgemeinde über und diente als Gotteshaus bis 1995. 1996 wurde die Kirche mit dem ehemaligen Pfarrhaus (Firmarie) der Evangelischen Landeskirche in Baden übereignet.

Bauentwicklung des Schlosses Beuggen

#### Architektur

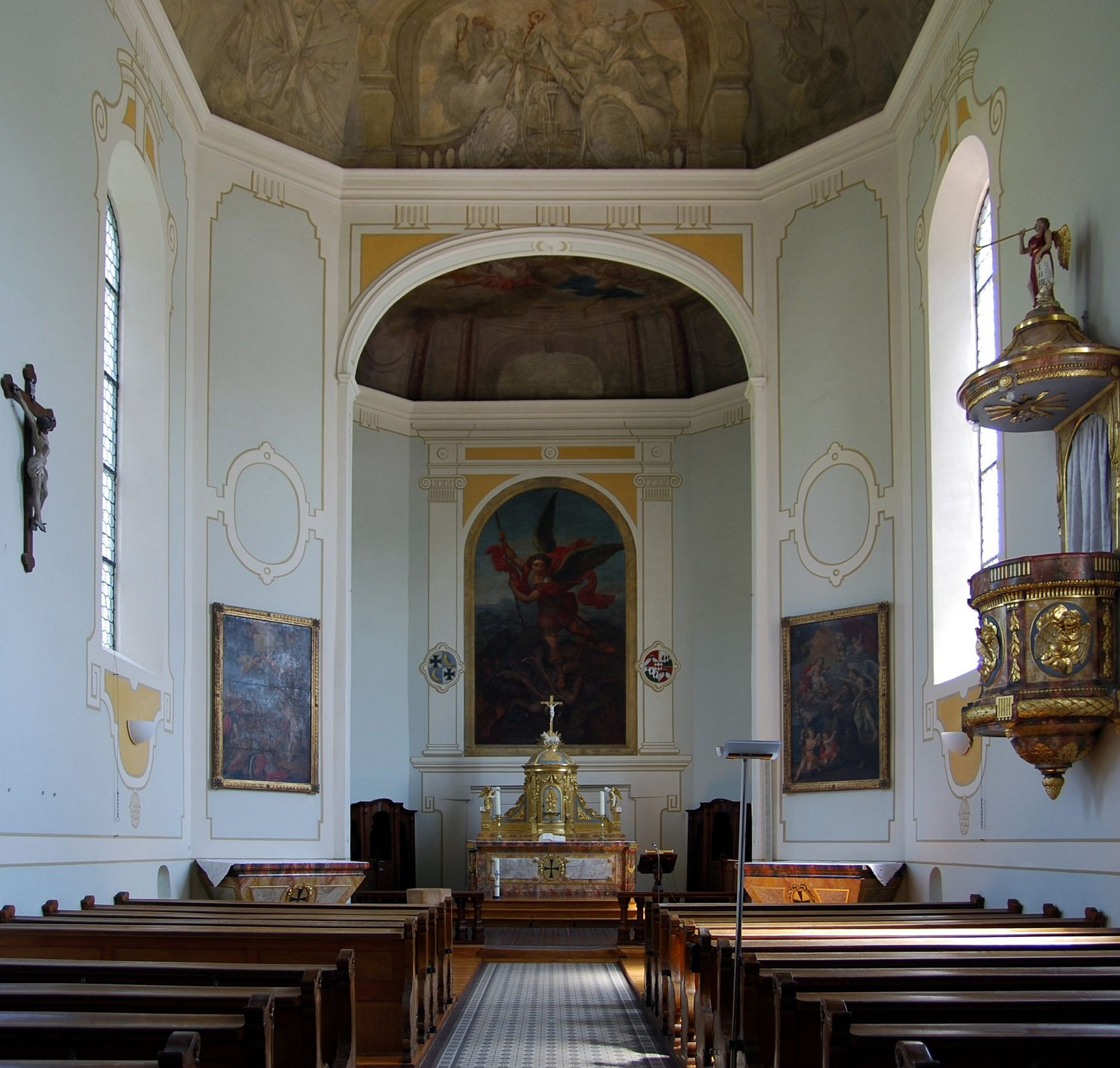
Innenansicht

Die heutige Kirche befindet sich in der nördlichen Erweiterung des Neuen Schlosses und ist etwa 27 Meter lang, 10 Meter breit und 13,50 Meter hoch bis zur Dachtraufe. Daran schließen sich das etwa 8 Meter hohe Dach und ein zweistöckiger Dachreiter mit welscher Haube an. Der schindelgedeckte Dachreiter über dem Chor misst über dem Dachfirst 10 Meter; an seiner Spitze befindet sich das Kreuz des Deutschen Ordens. Die Längsachse des Gebäudes ist gegenüber Osten um 54,5° nach Norden gedreht und weist somit untypischerweise stärker nach Norden als nach Osten. Die Schlosskirche ist eine Saalkirche, das heißt, sie ist ein einschiffiger Sakralbau.
An das Langhaus schließt sich zum Rheinufer hin die Sakristei an. Der langgestreckte Baukörper ist 17 Meter lang, rund 3,50 Meter breit und schließt nach oben mit einem Pultdach ab. Sie verdeckt teilweise zwei Strebepfeiler. In der Mauer befindet sich eine Doppelwandtafel mit der Jahreszahl 1609, die das Baujahr bezeichnet. Zwischen Kirche und Schloss befindet sich eine Wendeltreppe mit der Jahreszahl 1504 bzw. im Außenzugang Richtung Sakristei 1509. Von ihr gelangt man zur Empore. Da das Bauwerk zunächst nicht an das Schloss angeschlossen werden sollte, blieb eine Lücke von etwa 4 Meter frei.
Der Hauptzugang der Kirche befindet sich auf der nordwestlich gelegenen Hofseite. Der Kirchensaal misst im Inneren 16,30 Meter in der Länge, 8,65 Meter in der Breite und 12,10 Meter in der Höhe. An der nordwestlichen Schmalseite schließt sich zum 5,40 Meter breiten Chorbogen ein 1,35 Meter tiefer Raumteil an. Der Chorraum selbst liegt 19 Zentimeter höher als das Langhaus und misst 7,85 Meter in der Tiefe. Die Scheinarchitektur auf dem Deckenfresko sowie die Hohlkehle erzeugen den Eindruck, der Kirchensaal wäre durch ein Gewölbe abgeschlossen.

#### Ausstattung

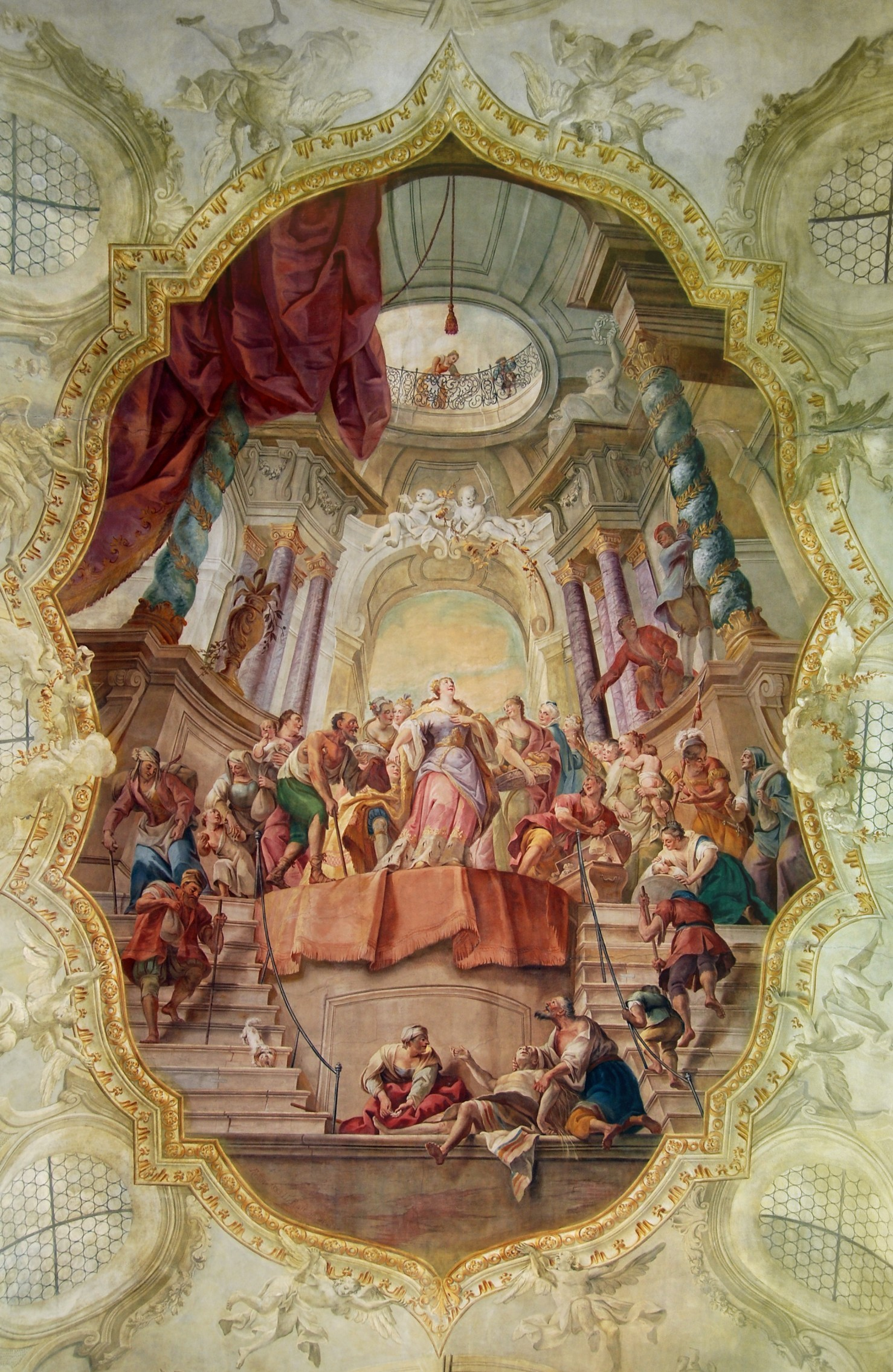
Deckenfresko im Langhaus

Das Deckengemälde im Langhaus wird dem Konstanzer Franz Ludwig Herrmann zugeschrieben und entstand in den Jahren 1752 bis 1757. Das Deckengemälde ist wie ein Tafelgemälde am Gewölbe angebracht. Im Zentrum des Bildes steht Elisabeth von Thüringen auf einem Podest. Im Chorraum zeigt ein Deckengemälde die Krönung und Himmelfahrt der heiligen Jungfrau Maria. Die Darstellung des religiösen Themas korrespondiert mit den Heiligen Elisabeth, Sebastian und Rochus, auf welche die Kirche ursprünglich geweiht war.
An der Chorwand befindet sich ein Fresko Der Weg nach Golgatha mit der Stadt Jerusalem im Hintergrund. Anstelle eines Hochaltars malte H. Lander 1885 bei einer Renovierung auf die Rückwand im Chor das Wandgemälde St. Michael kämpft gegen den Satan. Die Bilder im Langhaus, die das Martyrium des Heiligen Erasmus und den Heiligen Sebastian darstellen, entstanden um 1700 von S. M. Grohmann. Die auf das Jahr 1730 datierten Gemälde (Martyrium des Heiligen Sebastian, Visionen des Antonius von Padua) an den Seitenaltären stammen von S. G. Hermann. Das Fresko im Chor Himmelfahrt und Krönung Mariä stammt vom Mainzer Hofmaler Giuseppe Appiani.
Bemerkenswert ist die Kanzel mit Schalldeckel, die ausschließlich über eine Treppe der später angebauten Sakristei zu erreichen ist. Sie ist im Auftrag des Deutschen Ordens entstanden und ragt in Blickrichtung zum Chor aus der rechten Seite heraus und zeigt die vier Evangelisten, Engel mit Posaune und unter dem Schalldeckel eine Taube. Unterhalb des logenartigen Raums befinden sich die Wappen verstorbener Deutschordensritter. Zur spätbarocken Ausstattung gehören drei nahezu gleiche Chorgestühlblöcke. Zwei von ihnen sind fünfsitzig; ihr Standort dürfte mit dem ursprünglichen übereinstimmen. Der siebensitzige stand ursprünglich zwischen Chor und Kirchenraum, dem einstigen Oratorium.

### Storchenturm

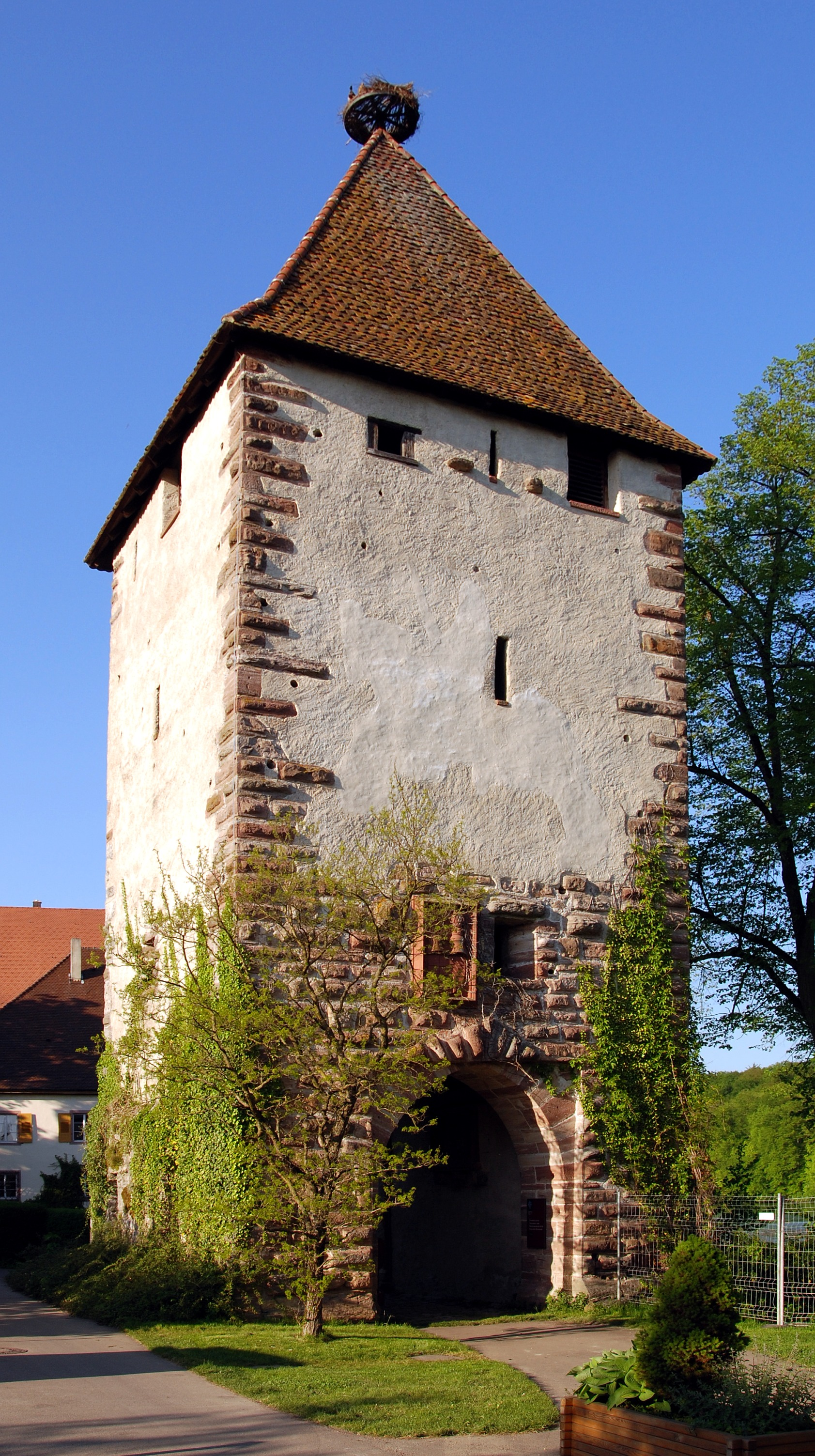
Südseite des Storchenturms

Der Storchenturm aus dem Jahr um 1260 zählt zu den ältesten Gebäuden der Schlossanlage. Im Laufe der Zeit erhielt der Turm die Namen Unterer Turm, Rheinfelder Tor und Gefängnisturm. Den Namen Storchenturm erhielt er, weil die Turmspitze seit vielen Jahren als Brutplatz von Störchen dient. Der Turm ist von außen ausschließlich über eine Leiter begehbar. Die drei Stockwerke des Turmes sind untereinander durch Treppen verbunden und haben keine verschließbaren Fenster. Auf der Südseite über dem Torbogen ist eine Abbildung eines Ritters mit einer Lanze zu erkennen sowie eine Nachbildung des ältesten Wappens von Beuggen. Im Durchgang befindet sich auch das Wappen von Georg von Andlau. Er verstärkte die Schlossanlage nach den Bauernkriegen und errichtete neben dem Turm ein Tor. Den Durchgang des Storchenturms ließ er 1528 zumauern. Der Durchgang ist wieder offen; die Torburg aus dem Jahr 1528 besteht nicht mehr; Ansätze von ihr sind am Turm noch erkennbar.

### Oberes Tor und Torhaus

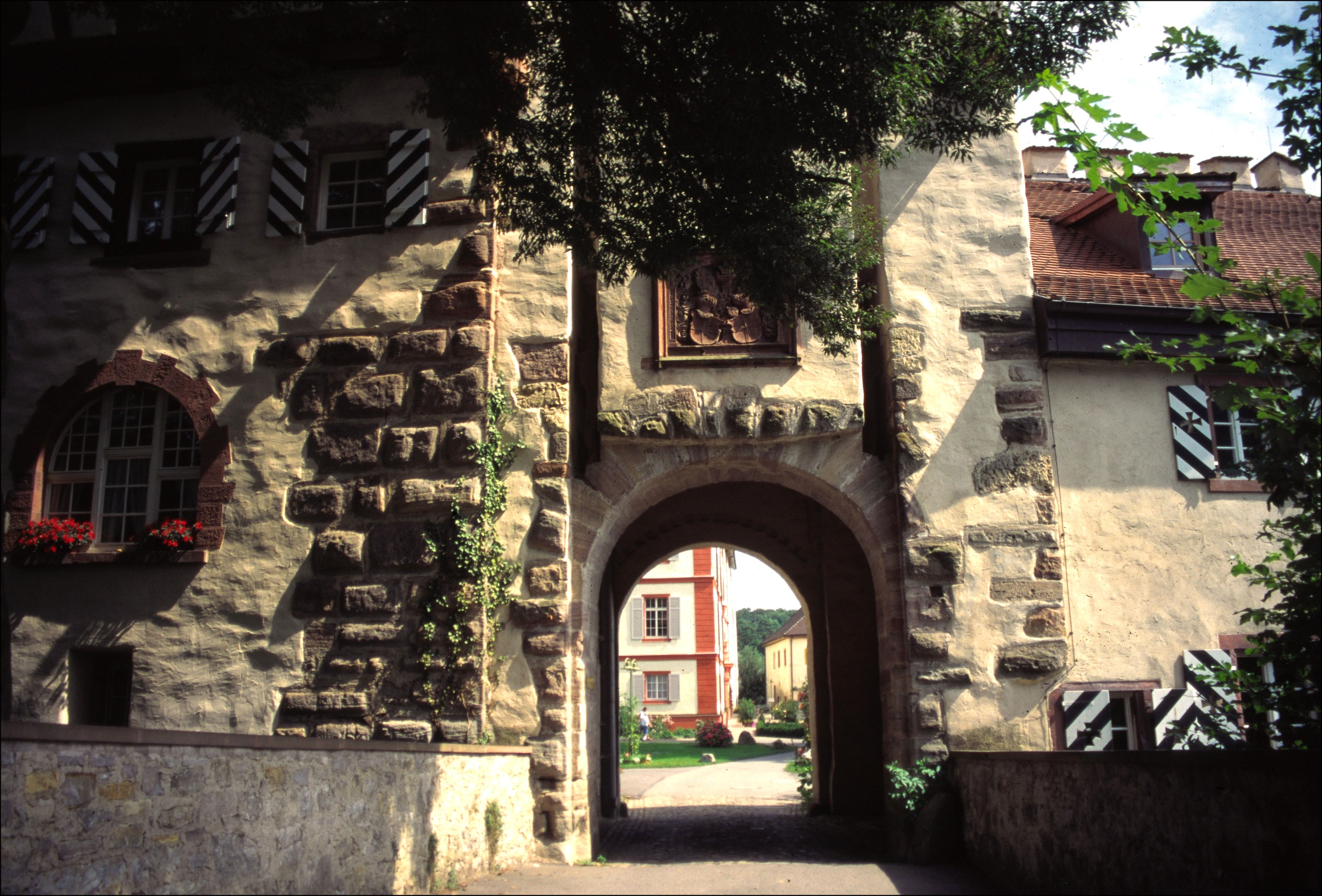
Außenseite des Torhauses

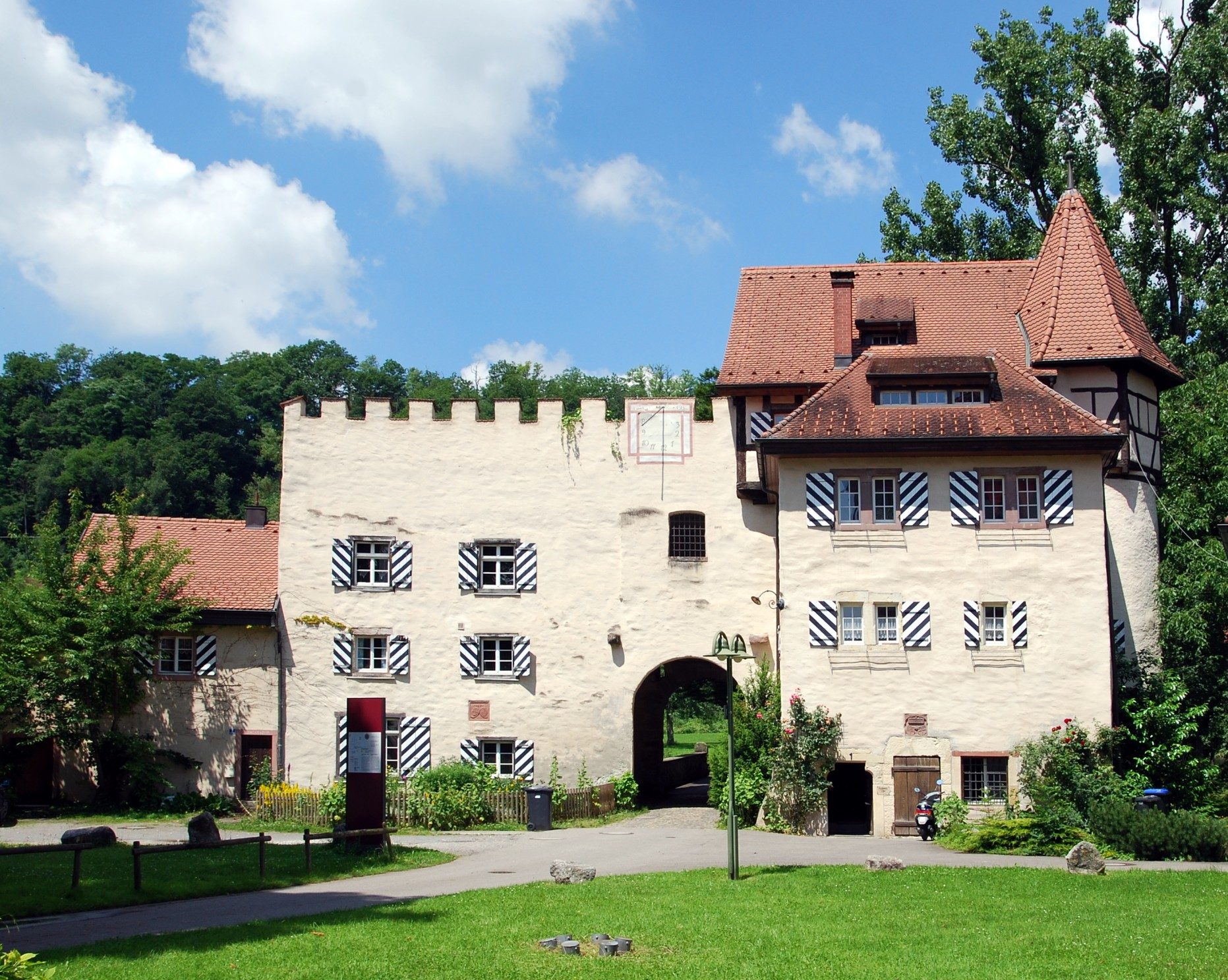
Torhaus

Das Obere Tor, das heute der Haupteingang der Schlossanlage ist, wurde 1260 erbaut und wird auch Säckinger Tor genannt. Der Neidkopf auf einem der Bossenquader besaß eine in dieser Zeit übliche dämonenabweisende Funktion. Den ursprünglichen Tordurchgang mauerte man 1530 zu, da er zu schmal geworden war. Anstelle dieses Durchgangs existiert ein Rundbogenfenster. An den unverputzten Steinen kann man den alten Durchgang erahnen. Das neue Tor befindet sich, von Westen gesehen, einige Meter rechts vom alten. 1510 errichtete man an der Nordseite des Torhauses einen runden Treppenturm und baute 1533 auf der Hofinnenseite eine Schmiede an. Der jetzige Torturm wurde 1534 unter Benutzung der älteren Ringmauerteile errichtet. Da dies unter der Herrschaft von Georg von Andlau geschah, ziert sein Wappen den Torbogen. Nach dem Dreißigjährigen Krieg besserte man das Tor 1663 aus und setzte ihm ein Fachwerk auf. Aus dieser Zeit stammt das Wappen von Komtur Johann Hartmann von Roggenbach. Vor dem Durchgang befand sich ursprünglich eine Zugbrücke über dem Burggraben. Teile der Brückentortechnik sind noch zu erkennen. Eine kleine Brücke führt über den Graben ins Innere der Anlage. Südlich des Oberen Tors befindet sich das Torhaus. Früher befanden sich dort eine Schänke und die Torwächterwohnung.

### Firmarie

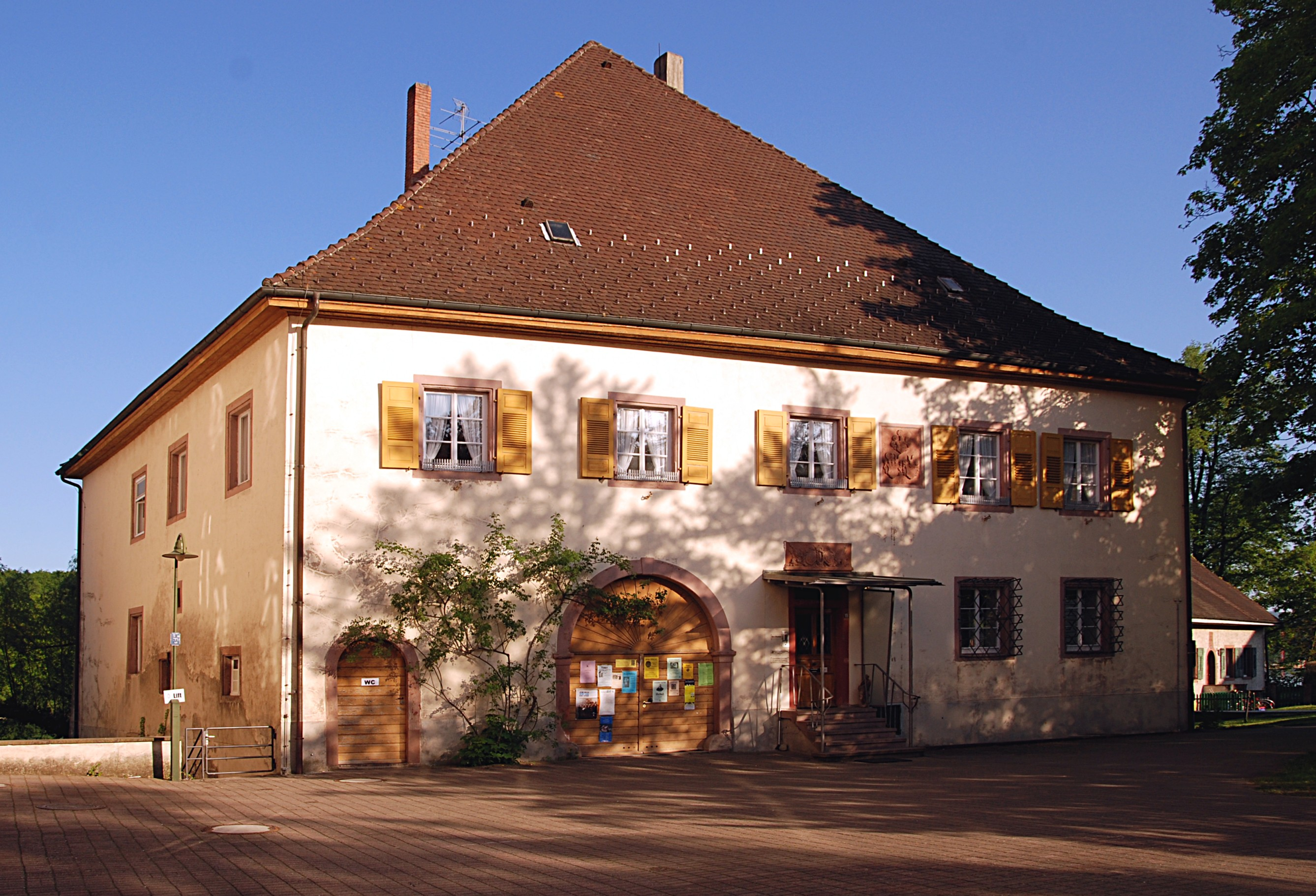
Firmarie

Der Priester Rudolf von Tüllikon ließ 1290 das Pfarrhaus als seinen Alterssitz errichten. Das Gebäude vermachte er dem Deutschen Orden mit der Auflage, es möge „für ewige Zeiten dem Orden als Firmarie (korrekt eigentlich Infirmerie; eine klösterliche Krankenstation) oder Pfründhaus für seine Angehörigen dienen“. Unter Komtur Georg von Andlau wurde die Firmarie 1534 umgebaut. Vermutlich um 1666 erweiterte man den Bau um ein weiteres Stockwerk, wie eine Jahreszahl in der Wappentafel über dem Eingang anzeigt. Ein Sohn von Franz Anton Bagnato, erneuerte den Bau 1780. Von 1585 bis 1996 nutzte man das Haus als katholisches Pfarrhaus. Seit 1996 diente es als Empfang, später als Verwaltungsbereich der Evangelischen Tagungs- und Begegnungsstätte. Neben mehreren Tagungsräumen befinden sich im Gebäude der Sitz des Hauses der Kirchenmusik, der Evangelischen Erwachsenenbildung Hochrhein-Lörrach-Schopfheim sowie des Landeskirchlichen Beauftragten für Mission und Ökumene (LMÖ) in Südbaden.

### Mühle und Bogenhalle

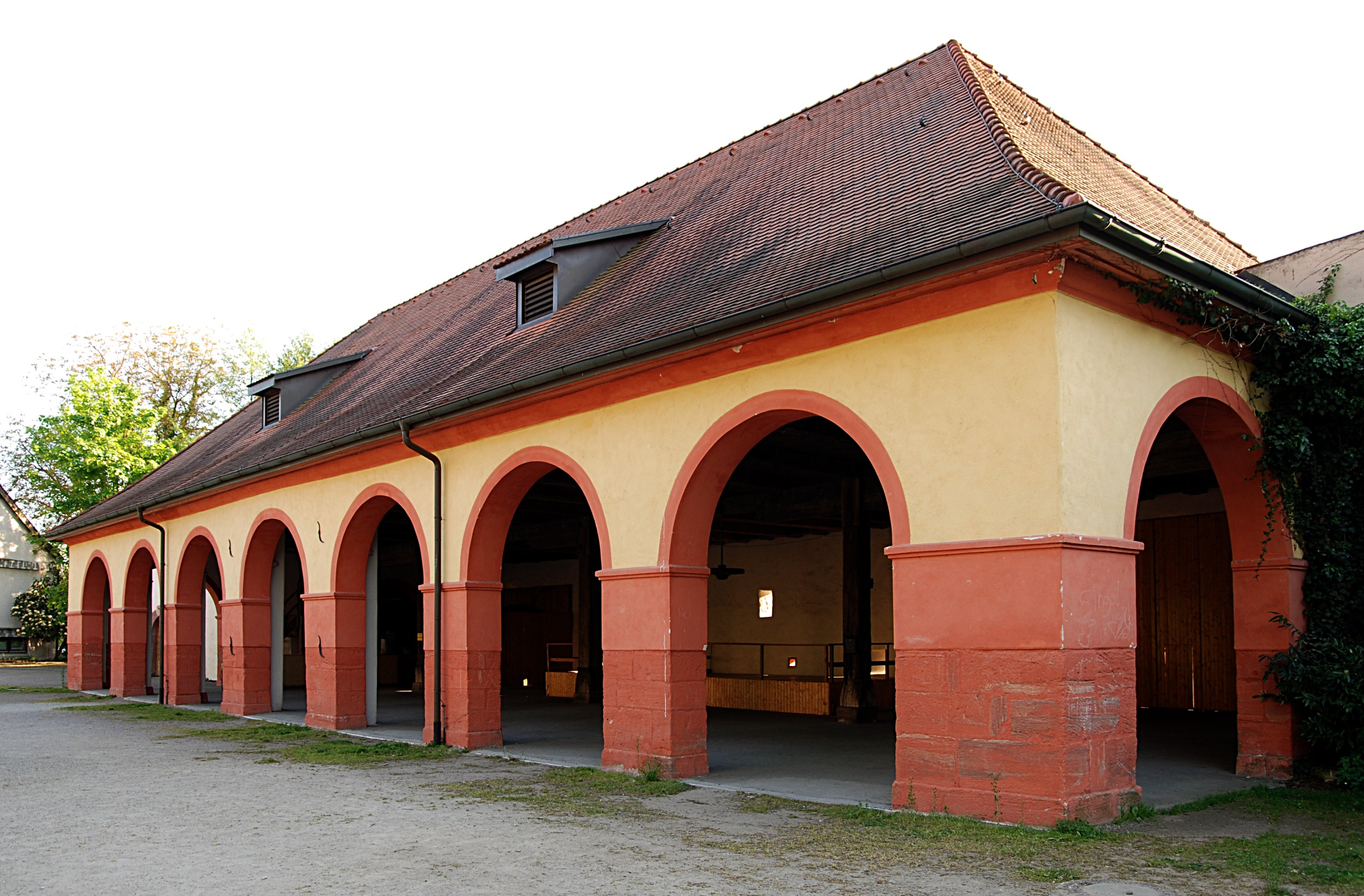
Bogenhalle

Die Wassermühle auf Schloss Beuggen wurde unter Komtur Hans Caspar von Stadion 1614 erbaut. Der frühere Wasserlauf des zur Mühle führenden Bachs über den Schlosshof, ist noch an der Mühle zu erkennen. Alte Mahlsteine befinden sich in der Nähe. Die Schule für Erziehungshilfe nutzt die alte Mühle für Gruppenarbeiten und als Lehrerwohnung.
Die 1794 von Franz Anton Bagnato erbaute Bogenhalle ist wahrscheinlich der letzte Neubau des Deutschen Ordens in Beuggen. Die äußere Mauer schließt mit dem Schlossgraben ab. Die dem Hof zugewandte Seite ist halboffen und weist sieben gleiche Halbbögen auf. Das Gebäude diente als Kutschenremise. Heutzutage wird die Halle für Theater- und Kinoaufführungen, Konzerte oder Ausstellungen genutzt.

### Gästehaus und Scheune

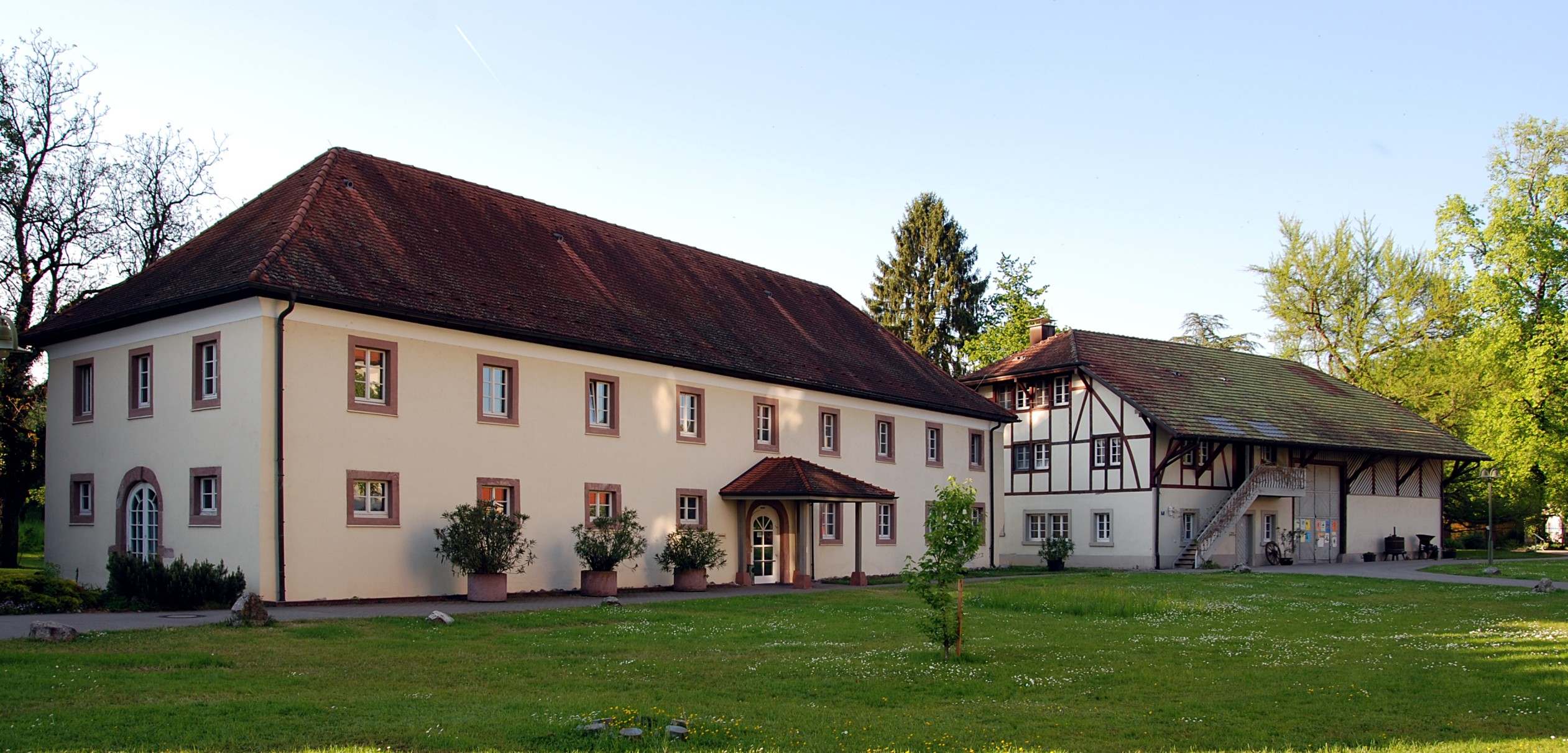
Gästehaus und Scheune

Das heute als Gästehaus verwendete Gebäude diente früher als Kuh- und Pferdestall. Unter der Leitung von Johann Caspar Bagnato, der auch die Umbauarbeiten der zur Deutschordenskommende gehörenden Basilika in Birndorf leitete, wurde das Haus in den Jahren 1746 und 1747 errichtet. Im ersten Stock waren Kutscher und Knechte untergebracht. In den Jahren 1987/88 wurde es zum Gästehaus mit 28 zum Teil behindertengerechten Gästezimmern umgebaut.
Die Scheune wurde 1902 neu errichtet. Der ursprüngliche Bau etwa aus dem Jahr 1530 war eine dreimal so große Zehntscheune. Sie brannte 1900 bis auf die Nordmauer nieder. Diese wurde in den Neubau einbezogen. Außerdem ist ein tief ausgeformter Eckstein des ursprünglichen Gebäudes erhalten, der sich mitten auf der Rasenfläche befindet. Diese Steine schützten die Gebäudekanten vor den um die Ecke biegenden Erntewagen. Anhand der unterschiedlichen Vegetation auf der Wiese kann man die alten Umrisse des Ursprungsbaus erkennen. Im Erdgeschoss befindet sich die Werkstatt der Tagungsstätte. Eine 1988 renovierte Wohnung im ersten Stock ist über eine Außentreppe erreichbar.

### Schütte, Teehaus und Hof

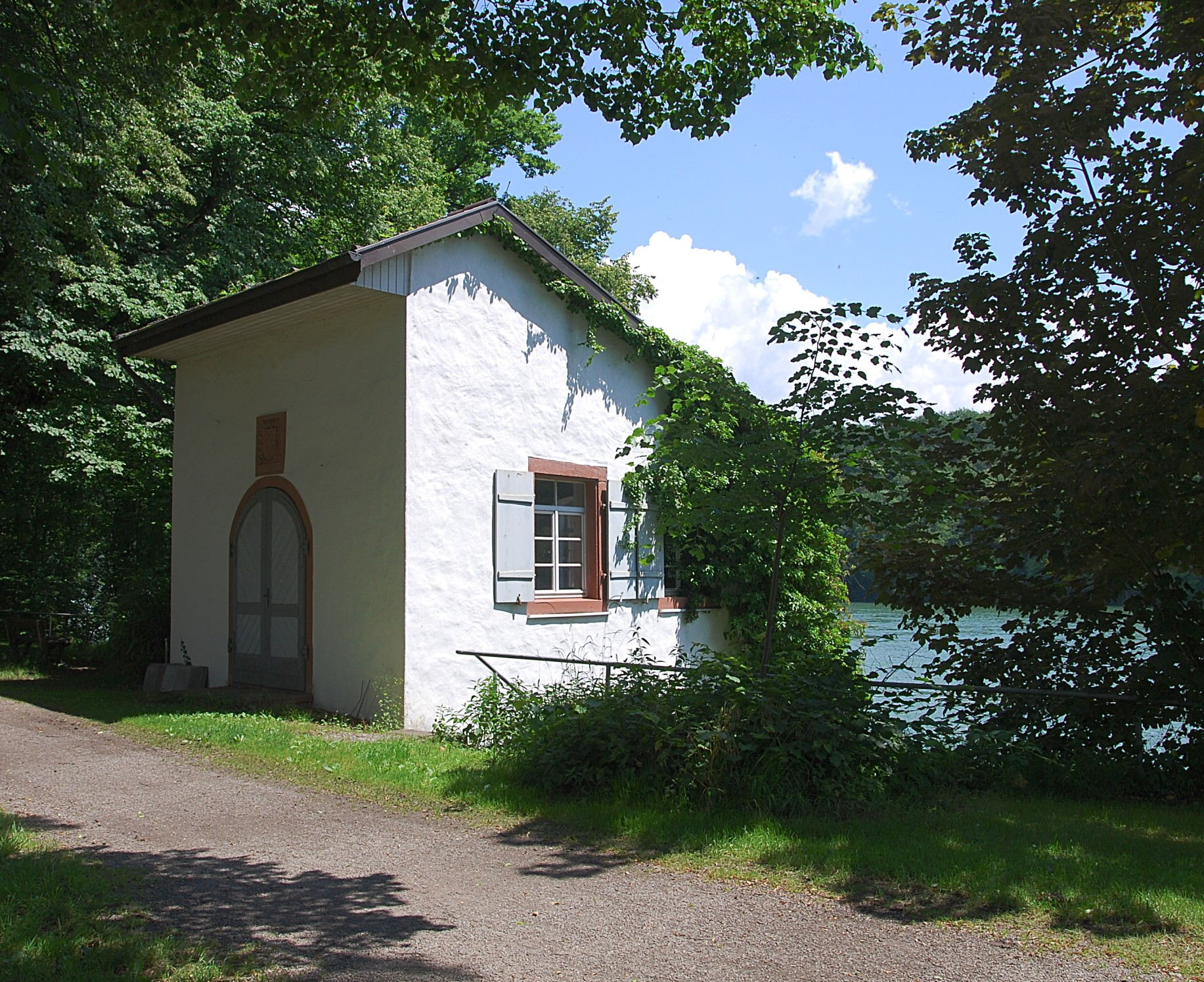
Teehaus

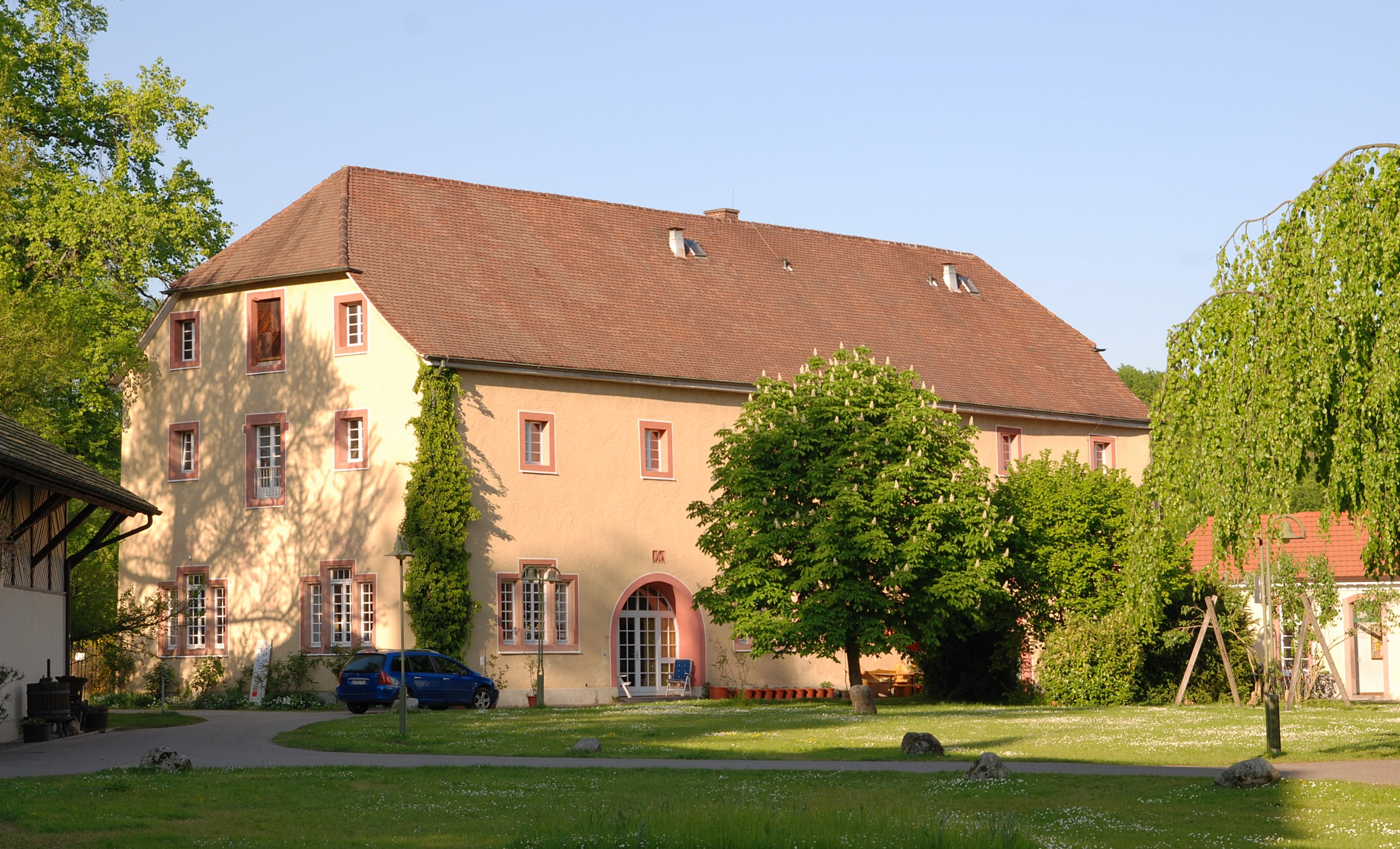
Schütte

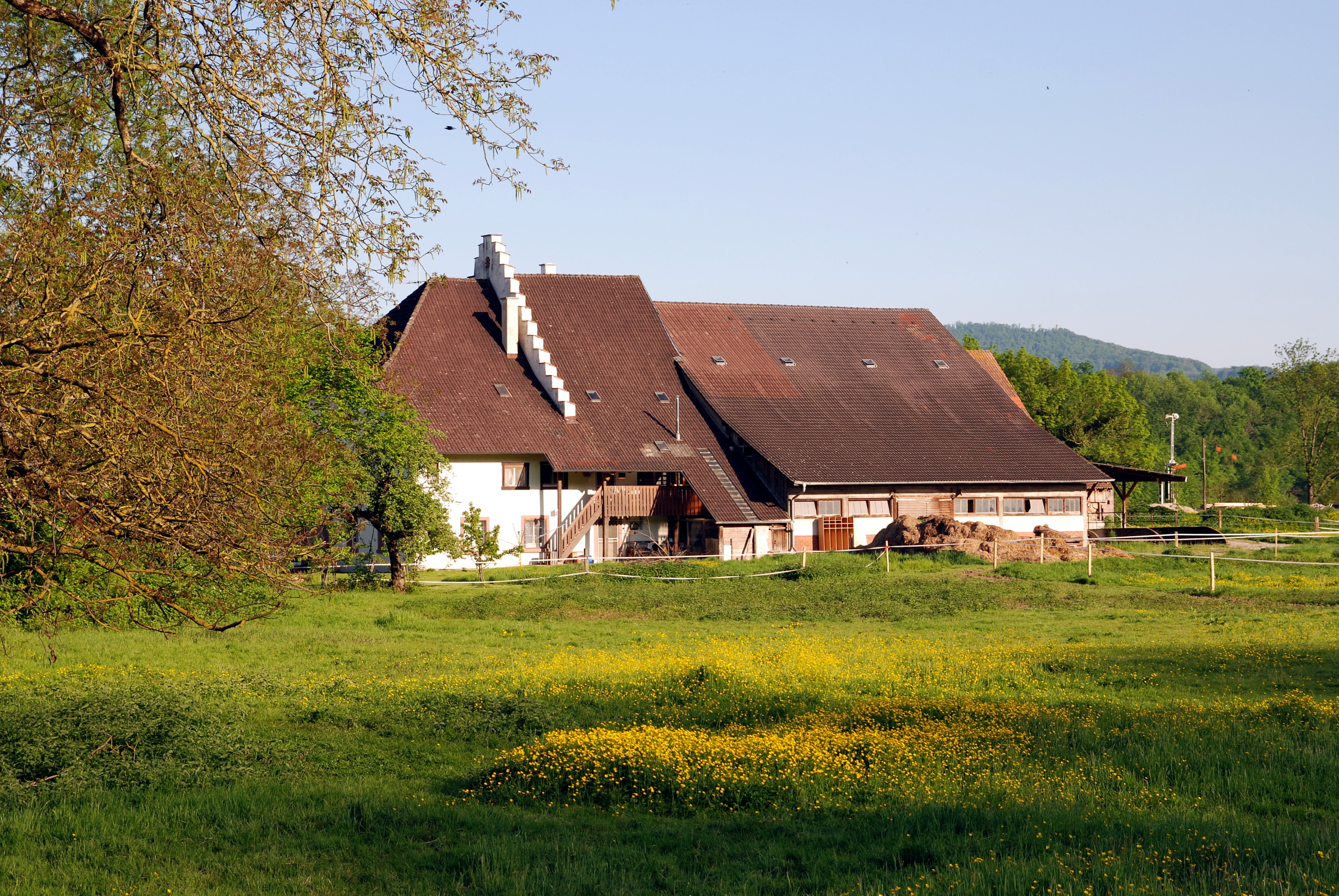
Hof

Die Schütte (Speicher, Kornhaus) wurde ab 1600 in verschiedenen Bauabschnitten errichtet. Änderungen und Erweiterungen erfolgten 1668 und 1780. Das Gebäude beherbergte früher das Trotthaus, die Kelterei, die Küferei, einen Weinkeller und eine Schreinerei. Während der Kinderheimzeit wurde das Gebäude zeitweise als Turnhalle verwendet. Seitdem die Anlage als Tagungs- und Begegnungsstätte dient, befinden sich dort die Gästezimmer. Seit Anfang 2006 wohnt in der Schütte eine christliche Kommunität (Kommunität Beuggen). An die Schütte grenzt der nach Friedrich Kraft – Pfarrer und ehemaliger Leiter des Evangelischen Kinderheims Schloss Beuggen – benannte Friedrich-Kraft-Bau an, der heutzutage der Kommunität als Gemeinschaftsraum sowie Küche und Wohnraum dient. Vor 1838 befand sich an der Stelle des Gebäudes eine Kutschenremise.
Das unmittelbar am Ufer des Rheins gelegene Teehaus ist eines der wenigen erhaltenen baulichen Zeugnisse eines Barockgartens, den der Beuggener Komtur Johann Franz Freiherr von Reinach um 1700 plante. Über der Eingangstüre des Teehauses befindet sich ein Wappen mit der Jahreszahl 1694, das als wichtiges Indiz für den Aufenthalt Kaspar Hausers auf Schloss Beuggen gilt. Das an einer Lindenallee gelegene Gebäude wurde 1990 renoviert.
Außerhalb der Anlage von Beuggen befindet sich im Süden ein Bauernhof. Er war in der Schenkung 1246 bereits erwähnt und ist an seiner ursprünglichen Stelle erhalten. Der Hof befindet sich seit der Säkularisation 1806 in Privatbesitz und wird im Nebenerwerb bewirtschaftet.

### Architektur und Geschichte
- Luisa Galioto, Bertram Jenisch, Thilo Jordan, Mathias Reinauer: 800 Jahre Baugeschichte von Schloss Beuggen : Archäologische Untersuchungen in der ehemaligen Deutschordenskommende bei Rheinfelden, Lkr. Lörrach. In: Erik Beck, Eva-Maria Butz, Martin Strotz, Alfons Zettler, Thomas Zotz (Hrsg.): Burgen im Breisgau. Thorbecke, Ostfildern 2012, ISBN 978-3-7995-7368-9, S. 337–342
- Andreas Völker: Stromzeit – Erinnerungen an das Kinderheim Schloss Beuggen. 2011, ISBN 978-3-942066-03-7.
- Freundeskreis Schloss Beuggen e. V. (Hrsg.): Schloss Beuggen. Geschichte – Gebäude – Gegenwart, Druck: H. Deiner, Lörrach 2008; Auszug aus: Schloss Beuggen. Geschichte – Gebäude – Gegenwart (pdf; 1,9 MB)
- Alfons Zettler, Thomas Zotz (Hrsg.): Die Burgen im mittelalterlichen Breisgau II: Südlicher Teil, Halbband A – K, Thorbecke Verlag, 2009, ISBN 978-3-7995-7366-5, S. 345–370.
- Jost Baier: Schloss Beuggen, Museumsgruppe Schloss Beuggen (Hrsg.), 2007
- Dagmar Zimdars, Günter Eckstein: Die ehemalige Deutschordenskirche in Beuggen, Voruntersuchung, substanzschonende Reparatur und Restaurierung, (Arbeitsheft Landesdenkmalamt Baden-Württemberg; 6), Stuttgart: Theiss, 1999, ISBN 3-8062-1463-8
- Hermann Brommer: Rheinfelden Baden, Beuggen-Karsau (Kunstführer; Nr. 2179), Regensburg: Schnell & Steiner, 1995
- Marliese Sehringer: Geschichte des Deutschordensschlosses Beuggen. In: Das Markgräflerland Band 2/1997, S. 21–38 Digitalisat der UB Freiburg
- Arthur Hauptmann: Burgen einst und jetzt – Burgen und Burgruinen in Südbaden und angrenzenden Gebieten. Verlag Südkurier, Konstanz 1984, ISBN 3-87799-040-1, S. 255–258.
- Peter Heim: Die Deutschordenskommende Beuggen und die Anfänge der Ballei Elsass-Burgund: von ihrer Entstehung bis zur Reformationszeit (Quellen und Studien zur Geschichte des Deutschen Ordens; 32), Bonn-Bad Godesberg: Verl. Wiss. Archiv, 1977. Zugleich: Basel, Univ., Diss., 1971
- Hermann Brommer (Hrsg.): Der Deutsche Orden und die Ballei Elsaß-Burgund, Konkordia Verlag 1996, ISBN 3-7826-1263-9
- Claudia Schindler-Hermann: Flüchtige Blicke ins Paradies. Der Biblische Garten Beuggen. Eigenverlag Skarabäus-Werkstatt, Schopfheim 2010.
- Moriz Gmelin: Friedrich von Honburg, ein Kriegslustiger und widerspenstiger Deutschordenskomthur aus der ersten Hälfte des 16. Jahrhunderts. In: Zeitschrift für die Geschichte des Oberrheins, Band 27, 1875, S. 344–382 im Internet Archive
- Marlies Sehringer, Bernhard Bischoff, Hans-Jürgen Schmidt: Schloss Beuggen. Verlag Schnell und Steiner, Erste Auflage 1990, ISBN 3-7954-0722-2.
- J. Klentschi, Eugen Zeller: Das Deutschordenshaus Beuggen einst und jetzt. 1246–1894. Basel, 1894 Google Digitalisat

### Urkundenbuch der Deutschordens-Commende Beuggen
- Moriz Gmelin: Urkundenbuch der Deutschordens-Commende Beuggen. In: Zeitschrift für die Geschichte des Oberrheins, Band 28, 1876, S. 78–127 im Internet Archive
- Moriz Gmelin: Urkundenbuch der Deutschordens-Commende Beuggen. Fortsetzung. 1266–1299. In: Zeitschrift für die Geschichte des Oberrheins, Band 28, 1876, S. 376–438 im Internet Archive
- Moriz Gmelin: Urkundenbuch der Deutschordens-Commende Beuggen. Fortsetzung (1300 bis 1349). In: Zeitschrift für die Geschichte des Oberrheins, Band 29, 1877, S. 163–260 im Internet Archive
- Moriz Gmelin: Urkundenbuch der Deutschordens-Commende Beuggen. Fortsetzung (1351–1499). In: Zeitschrift für die Geschichte des Oberrheins, Band 30, 1878, S. 213–322 im Internet Archive
- Moriz Gmelin: Urkundenbuch der Deutschordens-Commende Beuggen (Schluß). In: Zeitschrift für die Geschichte des Oberrheins, Band 31, 1879, S. 168–233 im Internet Archive